# Joseph Raymond McCarthy
Joseph Raymond McCarthy (14 de novembre de 1908 - 2 de maig de 1957) va ser un polític estatunidenc que va exercir com a senador republicà dels Estats Units de l'estat de Wisconsin des de 1947 fins a la seva mort als 48 anys el 1957. A partir de 1950, McCarthy es va convertir en la cara pública més visible d'un període als Estats Units en què les tensions de la Guerra Freda van alimentar els temors d'una subversió comunista generalitzada. Va al·legar que nombrosos comunistes i espies i simpatitzants soviètics s'havien infiltrat al govern federal dels Estats Units, universitats, indústria cinematogràfica, i altres llocs. Finalment, va ser censurat per negar-se a cooperar i abusar dels membres del comitè creat per investigar si s'havia de censurar o no. El terme "maccarthisme", encunyat el 1950 en referència a les pràctiques de McCarthy, aviat es va aplicar a activitats anticomunistes similars. Avui en dia, el terme s'utilitza més àmpliament per significar acusacions demagògiques, temeràries i sense fonaments, així com atacs públics a la reputació o al patriotisme dels oponents polítics.
Nascut a Grand Chute, Wisconsin, McCarthy va ser oficial al Cos de Marines el 1942, on va servir com a oficial d'informació d'intel·ligència per a un esquadró de bombarders en picat. Després del final de la Segona Guerra Mundial, va assolir el grau de major. Es va oferir voluntari per fer dotze missions de combat com a artiller-observador. Aquestes missions eren generalment segures, i després d'una on se li va permetre disparar tanta munició com volgués, principalment als cocoters, va adquirir el sobrenom de "Tail-Gunner Joe". Més tard es va demostrar que algunes de les seves afirmacions d'heroisme eren exagerades o falsificades, la qual cosa va portar molts dels seus crítics a utilitzar "Tail-Gunner Joe" com un terme de burla que també al·ludia a la seva suposada homosexualitat.
Demòcrata fins al 1944, McCarthy es va presentar amb èxit al Senat dels Estats Units el 1946 com a republicà, derrotant per poc el titular Robert M. La Follette Jr. a les primàries republicanes de Wisconsin, i aleshores el rival demòcrata Howard McMurray per un marge del 61% al 37%. Després de tres anys sense distinció al Senat, McCarthy va assolir sobtadament la fama nacional el febrer de 1950, quan va afirmar en un discurs que tenia una llista de "membres del Partit Comunista i membres d'una xarxa d'espies" que estaven empleats al Departament d'Estat. En anys posteriors al seu discurs de 1950, McCarthy va fer acusacions addicionals d'infiltració comunista al Departament d'Estat, l'administració del president Harry S. Truman, la Veu d'Amèrica i l'exèrcit dels Estats Units. També va utilitzar diversos càrrecs de comunisme, simpaties comunistes, deslleialtat o crims sexuals per atacar a diversos polítics i altres individus dins i fora del govern. Això incloïa un "Terror lila" concurrent contra presumptes homosexuals; com que l'homosexualitat estava prohibida per llei en aquell moment, també es va percebre que augmentava el risc de xantatge d'una persona.
Amb les audiències de l'Exèrcit-McCarthy molt publicitades de 1954, i després del suïcidi del senador de Wyoming Lester C. Hunt aquell mateix any, el suport i la popularitat de McCarthy es van esvair. Mai va atrapar un sol espia. El 2 de desembre de 1954, el Senat va votar per censurar el senador McCarthy amb un vot de 67 a 22, convertint-lo en un dels pocs senadors que mai ha estat disciplinat d'aquesta manera. Va continuar parlant contra el comunisme i el socialisme fins a la seva mort als 48 anys a l'Hospital Naval de Bethesda a Bethesda, Maryland, el 2 de maig de 1957. El seu certificat de defunció enumerava la causa de la mort com "Hepatitis aguda, causa desconeguda". Els metges no havien informat anteriorment que estigués en estat crític. Alguns biògrafs diuen que això va ser causat o agreujat per l'alcoholisme.

## Primers anys i educació
McCarthy va néixer el 1908 en una granja de Grand Chute, Wisconsin, el cinquè de nou fills. La seva mare, Bridget McCarthy (née Tierney), era del comtat de Tipperary, Irlanda. El seu pare, Timothy McCarthy, va néixer als Estats Units, fill d'un pare irlandès i d'una mare alemanya. McCarthy va abandonar l'escola secundària als 14 anys per ajudar els seus pares a gestionar la seva granja. Va ingressar a Little Wolf High School, a Manawa, Wisconsin, quan tenia 20 anys i es va graduar en un any.
Va assistir a la Universitat de Marquette de 1930 a 1935. McCarthy es va fer camí a la universitat entrenant, boxa, etc. Primer va estudiar enginyeria elèctrica durant dos anys, després dret, i va rebre una llicenciatura en dret el 1935 a la Marquette University Law School de Milwaukee.

## Carrera
McCarthy va ser admès a l'advocacia el 1935. Mentre treballava en un despatx d'advocats a Shawano, Wisconsin, va llançar una campanya infructuosa com a fiscal de districte com a demòcrata el 1936. Durant els seus anys com a advocat, McCarthy va guanyar diners amb el joc.
El 1939, McCarthy va tenir més èxit quan es va presentar al càrrec electe no partidista de jutge de circuit del 10è districte. McCarthy es va convertir en el jutge de circuit més jove de la història de l'estat en derrotar al titular Edgar V. Werner, que havia estat jutge durant 24 anys. A la campanya, McCarthy va mentir sobre els 66 anys de Werner, afirmant que en tenia 73, i que suposadament era massa vell i malalt per fer-se càrrec dels deures del seu càrrec. Escrit de Werner a Reds: McCarthyism In Twentieth-Century America, Ted Morgan va escriure: "Pompós i condescendent, ell (Werner) no li agradava als advocats. Els seus judicis sovint havien estat revocats pel Tribunal Suprem de Wisconsin, i era tan ineficient que hagués acumulat una enorme acumulació de casos"
La carrera judicial de McCarthy va atreure certa controvèrsia a causa de la rapidesa amb què va enviar molts dels seus casos mentre treballava per netejar l'expedient molt endarrerit que havia heretat de Werner. Wisconsin tenia lleis de divorci estrictes, però quan McCarthy va escoltar casos de divorci, els va accelerar sempre que va poder, i va fer que les necessitats dels nens implicats en divorcis impugnats fossin una prioritat. Quan es tractava d'altres casos discutits davant d'ell, McCarthy va compensar la seva falta d'experiència com a jurista exigint i confiant molt en els escrits precisos dels advocats que contenen. La Cort Suprema de Wisconsin va revertir un baix percentatge dels casos que va escoltar, però també va ser censurat el 1941 per haver perdut proves en un cas de fixació de preus.

### Servei militar

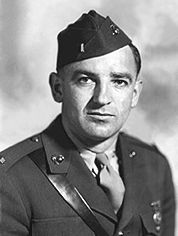
McCarthy amb el seu uniforme del Cos de Marines

El 1942, poc després que els Estats Units entréssin a la Segona Guerra Mundial, McCarthy es va incorporar al Cos de Marines dels Estats Units, malgrat que el seu despatx judicial el va eximir del servei militar. La seva educació universitària el va qualificar per a ser directament oficial, i va entrar als marines com a primer tinent.
Segons Morgan, escrivint a Reds, l'amic i director de campanya de McCarthy, advocat i jutge Urban P. Van Susteren, havia sol·licitat el servei actiu a les Forces Aèries de l'Exèrcit dels Estats Units a principis de 1942 i va aconsellar a McCarthy: "Sigues un heroi: uneix-te als marines." Quan McCarthy semblava dubtar, Van Susteren va preguntar: "Tens merda a la sang?"

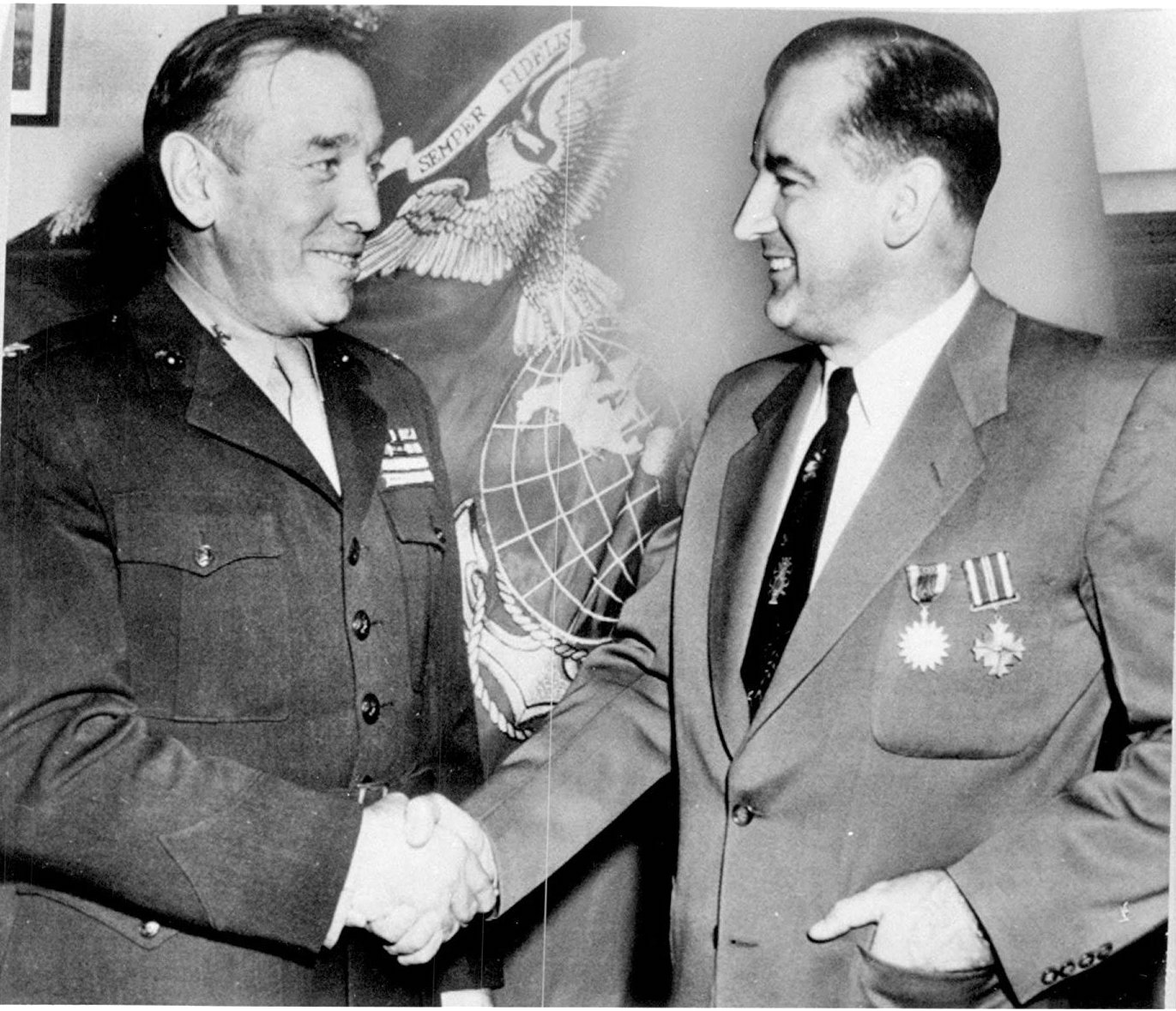
McCarthy rebent la seva Creu dels Vols Distingits i la Medalla de l'Aire del coronel John R. Lanigan, comandant del cinquè districte de la reserva marina, desembre de 1952

Va servir com a oficial d'intel·ligència per a un esquadró de bombarders en picat VMSB-235 a les illes Salomó i a Bougainville durant 30 mesos (entre agost de 1942 i febrer de 1945), assolint el rang de capità en el moment en què dimití com a oficial l'abril de 1945. Es va oferir voluntari per volar dotze missions de combat com a artiller-observador. Aquestes missions eren generalment segures, i després d'una on se li va permetre disparar tanta munició com volgués, principalment als cocoters, va adquirir el sobrenom de "Tail-Gunner Joe". McCarthy va romandre a la Reserva del Cos de Marines després de la guerra, aconseguint el grau de tinent coronel.
Més tard va afirmar falsament la participació en 32 missions aèries per tal de qualificar-se per a una Creu de Vols Distingits i diverses concessions de la Medalla de l'Aire, que la cadena de comandament del Cos de Marines va decidir aprovar el 1952 a causa de la seva influència política. McCarthy també va publicar una carta d'elogi que, segons ell, havia estat signada pel seu comandant i l'almirall Chester W. Nimitz, llavors cap d'operacions navals. No obstant això, el seu comandant va revelar que McCarthy havia escrit aquesta carta ell mateix, probablement mentre preparava citacions de premis i cartes d'elogi com un deure addicional, i que havia signat el nom del seu comandant, després del qual Nimitz la va signar durant el procés de només signant moltes altres cartes d'aquest tipus. Una "ferida de guerra" -una cama molt trencada- que McCarthy va fer objecte de diverses històries relacionades amb accidents d'avió o foc antiaeri havia succeït a bord d'un vaixell durant una celebració estrident pels mariners que creuaven l'equador per a la primera vegada. A causa de les diverses mentides de McCarthy sobre el seu heroisme militar, el seu sobrenom de "Tail-Gunner Joe" va ser utilitzat sarcàsticament com a terme de burla pels seus crítics.
McCarthy va fer campanya per la nominació al Senat republicà a Wisconsin mentre encara estava en servei actiu el 1944, però va ser derrotat per Alexander Wiley, el titular. Després de deixar els marines l'abril de 1945, cinc mesos abans del final de la Guerra del Pacífic el setembre de 1945, McCarthy va ser reelegit sense oposició al seu càrrec de tribunal de circuit. Després va començar una campanya molt més sistemàtica per a la nominació a les primàries del Senat republicà de 1946, amb el suport de Thomas Coleman, el cap polític del Partit Republicà a Wisconsin. En aquesta carrera, va desafiar el senador de tres mandats Robert M. La Follette Jr., fundador del Partit Progressista de Wisconsin i fill del famós governador i senador de Wisconsin Robert M. La Follette Sr.

### Campanya al Senat
En la seva campanya, McCarthy va atacar La Follette per no enrolar-se durant la guerra, encara que La Follette tenia 46 anys quan Pearl Harbor va ser bombardejat. També va afirmar que La Follette havia obtingut grans beneficis amb les seves inversions mentre ell, McCarthy, havia estat fora lluitant pel seu país. De fet, McCarthy havia invertit ell mateix a la borsa durant la guerra, obtenint un benefici de 42.000 dòlars el 1943 (equivalents a 739.523 dòlars actuals). D'on va obtenir McCarthy els diners per invertir en primer lloc segueix sent un misteri. Les inversions de La Follette consistien en un interès parcial en una emissora de ràdio, que li va suposar un benefici de 47.000 dòlars durant dos anys.
Segons Jack Anderson i Ronald W. May, els fons de campanya de McCarthy, molts d'ells de fora de l'estat, eren deu vegades més que el de La Follette i el vot de McCarthy es va beneficiar d'una venjança del Partit Comunista contra La Follette. El suggeriment que La Follette havia estat culpable d'esperit bèl·lic va ser profundament perjudicial, i McCarthy va guanyar la nominació a les primàries amb 207.935 vots contra 202.557. Va ser durant aquesta campanya quan McCarthy va començar a donar a conèixer el seu sobrenom en temps de guerra "Tail-Gunner Joe", utilitzant l'eslògan, "El Congrés necessita un artiller de cua". El periodista Arnold Beichman va declarar més tard que McCarthy "va ser elegit per al seu primer mandat al Senat amb el suport de la United Electrical, Radio and Machine Workers, CIO", controlada pels comunistes, que preferia McCarthy a l'anticomunista Robert M. La Follette. A les eleccions generals contra l'opositor demòcrata Howard J. McMurray, McCarthy va guanyar el 61,2% al 37,3% de McMurray, i així es va unir a Alexander Wiley, a qui havia desafiat sense èxit dos anys abans, al Senat.

## Vida personal
L'any 1950, McCarthy va agredir el periodista Drew Pearson al vestidor del Sulgrave Club i, segons es diu, li va donar un cop de genoll a l'engonal. McCarthy, que va admetre l'agressió, va afirmar que només va "bufetesar" a Pearson. El 1952, utilitzant rumors recollits per Pearson i altres fonts, l'editor de Nevada Hank Greenspun va escriure que McCarthy era un mecenes freqüent al White Horse Inn, un bar gai de Milwaukee, i va citar la seva implicació amb homes joves. Greenspun va anomenar alguns dels suposats amants de McCarthy, inclòs Charles E. Davis, un excomunista i "homosexual confessat" que va afirmar que McCarthy l'havia contractat per espiar diplomàtics nord-americans a Suïssa.
L'arxiu de l'FBI de McCarthy també conté nombroses denúncies, inclosa una carta de 1952 d'un tinent de l'exèrcit que deia: "Quan vaig estar a Washington fa un temps, [McCarthy] em va recollir al bar de l'hotel Wardman i em va portar a casa, i mentre estava mig borratxo em va sodomitzar". J. Edgar Hoover va dur a terme una investigació superficial de la suposada agressió sexual del senador; l'opinió de Hoover va ser que "els homosexuals estan molt amargats contra el senador McCarthy pel seu atac a aquells que se suposa que estan al govern".
Encara que alguns biògrafs notables de McCarthy han rebutjat aquests rumors altres han suggerit que podria haver estat víctima de xantatge. Durant la dècada del 1950, McCarthy va llançar una sèrie d'atacs contra la CIA, afirmant que havia estat infiltrada per agents comunistes. Allen Dulles, que sospitava que McCarthy utilitzava la informació subministrada per Hoover, es va negar a cooperar. Segons l'historiador David Talbot, Dulles també va compilar un dossier íntim "escandalós" sobre la vida personal del senador i va utilitzar les històries homosexuals per fer-lo caure.
En qualsevol cas, McCarthy no va demandar a Greenspun per difamació (se li va dir que si el cas avançava, es veuria obligat a prendre el testimoni i a refutar els càrrecs fets en la declaració jurada del jove, que va ser la base de la història de Greenspun.) El 1953, es va casar amb Jean Fraser Kerr., un investigador al seu despatx. El gener de 1957, McCarthy i la seva dona van adoptar un infant amb l'ajuda del íntim amic de Roy Cohn, el cardenal Francis Spellman. Van posar el nom de la nena Tierney Elizabeth McCarthy.

## Senat dels Estats Units
Els primers tres anys del senador McCarthy al Senat no van ser remarcables. McCarthy era un orador popular, convidat per moltes organitzacions diferents, que cobria una àmplia gamma de temes. Els seus ajudants i molts del cercle social de Washington el van descriure com a encantador i amable, i era un convidat popular en còctels. No obstant això, era molt menys estimat entre els seus companys senadors, que el trobaven de caràcter ràpid i propens a la impaciència i fins i tot a la ràbia. Fora d'un petit cercle de col·legues, aviat va ser una figura aïllada al Senat, que va ser sovint molt criticada.
McCarthy va ser actiu en qüestions de gestió laboral, amb una reputació de republicà moderat. Va lluitar contra la continuació dels controls de preus en temps de guerra, especialment en el sucre. La seva defensa en aquesta àrea va ser associada pels crítics amb un préstec personal de 20.000 dòlars que McCarthy va rebre d'un executiu d'embotellament de Pepsi, fet que li va valer al senador el sobrenom burloní de "The Pepsi-Cola Kid".
McCarthy va donar suport a la Llei Taft-Hartley sobre el veto de Truman, enfadant els sindicats de Wisconsin però consolidant la seva base empresarial.

### Judici de la massacre de Malmedy
En un incident pel qual seria àmpliament criticat, McCarthy va pressionar per a la commutació de les condemnes de mort a un grup de soldats de les Waffen-SS condemnats per crims de guerra per haver dut a terme la massacre de Malmedy de 1944 contra presoners de guerra nord-americans. McCarthy va criticar les condemnes perquè presumptament les confessions dels soldats alemanys es van obtenir mitjançant tortura durant els interrogatoris. Va argumentar que l'exèrcit nord-americà estava involucrat en un encobriment d'una mala conducta judicial, però mai va presentar cap prova per donar suport a l'acusació.
Poc després, una enquesta de 1950 del cos de premsa del Senat va votar a McCarthy com "el pitjor senador nord-americà" actualment en el càrrec.
El biògraf de McCarthy Larry Tye ha escrit que l'antisemitisme podria haver tingut en compte les opinions obertes de McCarthy sobre Malmedy. Tot i que va tenir un important suport jueu, sobretot Lewis Rosenstiel de Schenley Industries, el rabí Benjamin Schultz de la Lliga Jueva Americana contra el Comunisme i el columnista George Sokolsky, que el va convèncer perquè contractés Roy Cohn i G. David Schine, McCarthy utilitzava sovint insults antijueus. En això i en altres característiques de McCarthy, com el suport entusiasta que va rebre de polítics antisemites com el membre del Ku Klux Klan Wesley Swift i la seva tendència, segons els amics, a referir-se a la seva còpia del Mein Kampf, afirmant: "Així és la manera de fer-ho, "Els crítics de McCarthy el caracteritzen com a impulsat per l'antisemitisme. Tanmateix, l'historiador Larry Tye diu que no és així. Basant-se en els relats de la seva oposició a l'antisemitisme soviètic, l'amistat i l'ocupació dels jueus, la perspectiva pro-Israel i el testimoni de col·legues sobre la seva manca d'antisemitisme, Tye suggereix que aquells aspectes que els seus crítics denoten com a antisemites són més aviat subproductes de la manca absoluta de McCarthy, un filtre i la seva incapacitat per evitar els companys pintats per l'odi. Tye diu: "Certament sabia com odiar, però no era aquest tipus de fanàtic [antisemita]". Aquesta perspectiva que McCarthy no era un antisemita és recolzada per altres historiadors.
Tye cita tres cites de l'historiador europeu Steven Remy, el fiscal en cap de Malmedy, COL Burton Ellis JAG USA, i la víctima i supervivent de la massacre Virgil P. Lary, Jr:
| « | Tant deliberadament despistat com extremadament segur de si mateix, McCarthy va impedir però no va fer descarrilar una investigació veritablement justa i equilibrada de l'afer Malmedy — Steven Remy Em supera per què tothom s'esforça tant per demostrar que l'equip de la fiscalia eren insidiosos, submergits, poc ètics, immorals i Déu sap quins monstres, que van condemnar injustament un grup de nois de l'escola dominical sense bigotis. — Burton Ellis He vist persones decidides a assassinar-me, persones que van assassinar els meus companys, defensades per un senador dels Estats Units. … Acuso que aquesta acció del senador McCarthy es va convertir en la base de la propaganda comunista a l'oest d'Alemanya, dissenyada per desacreditar les forces armades nord-americanes i la justícia nord-americana. — Virgil P. Lary, Jr. | » |

Més tard es va trobar que McCarthy havia rebut "evidències" de les falses declaracions de tortura de Rudolf Aschenauer, un destacat agitador neonazi que sovint servia com a advocat defensor dels criminals de guerra nazis, com el comandant d'Einsatzgruppen Otto Ohlendorf.

### "Enemics a dins"
McCarthy va experimentar un ascens meteòric en el perfil nacional a partir del 9 de febrer de 1950, quan va pronunciar un discurs del Dia de Lincoln al Club de Dones Republicanes de Wheeling, Virgínia Occidental. Les seves paraules en el discurs són objecte de cert debat, ja que no es va guardar cap gravació d'àudio. No obstant això, en general s'acorda que va treure un tros de paper que segons ell contenia una llista de comunistes coneguts que treballaven per al Departament d'Estat. Se sol citar a McCarthy dient: "El Departament d'Estat està infestat de comunistes. Tinc aquí a la mà una llista de 205, una llista de noms que es van donar a conèixerl secretari d'Estat com a membres del Partit Comunista i que no obstant això, segueixen treballant i configurant la política al Departament d'Estat".
Hi ha alguna disputa sobre si McCarthy va donar o no el nombre de persones a la llista com a "205" o "57". En un telegrama posterior al president Truman, i en introduir el discurs a l'Acta del Congrés, va utilitzar el número 57.
L'origen del número 205 es pot rastrejar: en debats posteriors al Senat, McCarthy es va referir a un 1946. carta que el llavors secretari d'estat James Byrnes va enviar al congressista Adolph J. Sabath. En aquesta carta, Byrnes va dir que les investigacions de seguretat del Departament d'Estat havien donat lloc a una "recomanació contra l'ocupació permanent" per a 284 persones, i que 79 d'aquestes havien estat destituïdes dels seus llocs de treball; això va deixar 205 encara a la nòmina del Departament d'Estat. De fet, en el moment del discurs de McCarthy només uns 65 dels empleats esmentats a la carta de Byrnes encara estaven al Departament d'Estat, i tots ells havien estat sotmesos a controls de seguretat addicionals.
En el moment del discurs de McCarthy, el comunisme era una preocupació important als Estats Units. Aquesta preocupació es va veure agreujada per les accions de la Unió Soviètica a l'Europa de l'Est, la victòria dels comunistes a la guerra civil xinesa, el desenvolupament d'una arma nuclear per part dels soviètics l'any anterior i la polèmica contemporània al voltant d'Alger Hiss i la confessió de l'espia soviètic Klaus Fuchs. Amb aquest rerefons i a causa de la naturalesa sensacional de l'acusació de McCarthy contra el Departament d'Estat, el discurs de Wheeling aviat va atreure una avalada d'interès de la premsa per la reclamació de McCarthy.

### El Comitè Tydings
El mateix McCarthy es va sorprendre per la resposta massiva dels mitjans de comunicació al discurs de Wheeling, i va ser acusat de revisar contínuament tant els seus càrrecs com les seves xifres. A Salt Lake City, Utah, uns dies després, va citar una xifra de 57, i al Senat el 20 de febrer de 1950, en va reclamar 81. Durant un discurs de cinc hores, McCarthy va presentar una anàlisi cas per cas dels seus 81 "riscos de lleialtat" empleats al Departament d'Estat. Està àmpliament acceptat que la majoria dels casos de McCarthy van ser seleccionats de l'anomenada "llista Lee", un informe que s'havia compilat tres anys abans per al Comitè d'Apropiacions de la Cambra. Dirigits per un antic agent de l'Oficina Federal d'Investigacions anomenat Robert E. Lee, els investigadors de la Cambra havien revisat els documents d'autorització de seguretat dels empleats del Departament d'Estat i havien determinat que hi havia "incidents d'ineficiència" en les revisions de seguretat de 108 empleats. McCarthy va ocultar la font de la seva llista, afirmant que havia penetrat la "cortina de ferro" del secret del Departament d'Estat amb l'ajuda d'"uns americans bons i lleials al Departament d'Estat". En recitar la informació dels casos de la llista de Lee, McCarthy va exagerar constantment, representant els sentits dels testimonis com a fets i convertint frases com "inclinat cap al comunisme" a "un comunista".

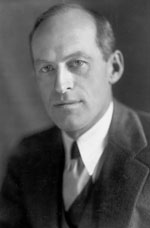
El senador Millard Tydings

En resposta als càrrecs de McCarthy, el Senat va votar per unanimitat per investigar i es van convocar les audiències del Comitè Tydings. Aquest va ser un subcomitè del Comitè de Relacions Exteriors del Senat dels Estats Units creat el febrer de 1950 per dur a terme "un estudi i una investigació complets i complets sobre si les persones que són deslleials als Estats Units estan, o han estat, empleades per el Departament d'Estat". Molts demòcrates estaven indignats per l'atac de McCarthy al Departament d'Estat d'una administració demòcrata, i havien esperat utilitzar les audiències per desacreditar-lo. Es va informar que el president demòcrata del subcomitè, el senador Millard Tydings, va dir: "Deixeu-me tenir-lo [McCarthy] durant tres dies en audiències públiques, i mai més tornarà a mostrar la seva cara al Senat".
Durant les audiències, McCarthy va presentar càrrecs contra nou persones concretes: Dorothy Kenyon, Esther Brunauer, Haldore Hanson, Gustavo Durán, Owen Lattimore, Harlow Shapley, Frederick Schuman, John S. Service i Philip Jessup. Tots ells havien estat prèviament objecte de càrrecs de diferents valors i validesa. Owen Lattimore es va convertir en un focus particular de McCarthy, que en un moment el va descriure com un "gran espia rus".
Des dels seus inicis, el Comitè Tydings va estar marcat per intenses lluites entre partidistes. El seu informe final, escrit per la majoria demòcrata, va concloure que els individus de la llista de McCarthy no eren ni comunistes ni procomunistes, i va dir que el Departament d'Estat tenia un programa de seguretat eficaç. L'informe Tydings va qualificar els càrrecs de McCarthy com a "frau i engany" i els va descriure com a retòrica indignant, dient que el resultat de les accions de McCarthy va ser "confondre i dividir el poble nord-americà... en un grau molt més enllà de les esperances del els mateixos comunistes". Els republicans estaven indignats per la resposta demòcrata. Van respondre a la retòrica de l'informe de la mateixa manera, amb William E. Jenner afirmant que Tydings era culpable de "el blanqueig més descarat de la conspiració traïdora de la nostra història". El ple del Senat va votar tres vegades per acceptar l'informe, i cada vegada la votació es va dividir precisament segons les línies del partit.

### Fama i notorietat
A partir de 1950, McCarthy va continuar explotant la por al comunisme i insistint en les seves acusacions que el govern no estava fent front al comunisme dins de les seves files. McCarthy també va iniciar investigacions sobre homosexuals que treballaven a la burocràcia de política exterior, que eren considerats candidats principals per al xantatge dels soviètics. Aquestes acusacions van rebre una àmplia publicitat, van augmentar el seu grau d'aprovació i li van guanyar un poderós seguiment nacional.
Al Congrés, hi havia pocs dubtes que els homosexuals no pertanyien a posicions sensibles del govern. Des de finals de la dècada del 1940, el govern havia estat acomiadant uns cinc homosexuals al mes dels càrrecs civils; el 1954, el nombre s'havia multiplicat per dotze. Tal com escriuria l'historiador David M. Barrett, "Barrejats amb els histèrics hi havia, però, una mica de lògica: els homosexuals s'enfrontaven a la condemna i la discriminació, i la majoria d'ells, que volien ocultar la seva orientació, eren vulnerables al xantatge." El director d'Intel·ligència Central, Roscoe Hillenkoetter, va ser cridat al Congrés per declarar sobre els homosexuals que estaven contractats a la CIA. Va dir: "L'ús d'homosexuals com a mecanisme de control sobre els individus reclutats per a l'espionatge és una tècnica generalment acceptada que s'ha utilitzat almenys de manera limitada durant molts anys". Tan bon punt el DCI va dir aquestes paraules, el seu ajudant va fer senyal que deixés del registre la resta del testimoni del DCI. L'historiador polític David Barrett va descobrir les notes d'Hillenkoetter, que revelen la resta de la declaració: "Tot i que aquesta agència mai contractarà homosexuals en els seus llistats, és possible que sigui necessari, i en el passat ha estat realment valuós, utilitzar homosexuals coneguts com a agents en Estic segur que si Joseph Stalin o un membre del Politburó o un alt funcionari satèl·lit fos conegut per ser homosexual, cap membre d'aquest comitè o del Congrés s'oposaria al nostre ús de cap tècnica per penetrar en les seves operacions... després de tot, la intel·ligència i l'espionatge són, en el millor dels casos, un negoci extremadament brut." Els senadors van acceptar de mala gana que la CIA havia de ser flexible.
Els mètodes de McCarthy també van provocar la desaprovació i l'oposició de molts. Tot just un mes després del discurs de Wheeling de McCarthy, el terme "Maccarthisme" va ser encunyat pel dibuixant del Washington Post Herbert Block. Block i d'altres van utilitzar la paraula com a sinònim de demagògia difamació sense fonament i de fang. Més tard, seria acceptat per McCarthy i alguns dels seus partidaris. "McCarthyism és americanisme amb les mànigues enrotllades", va dir McCarthy en un discurs de 1952, i més tard aquell any, va publicar un llibre titulat McCarthyism: The Fight For America.
McCarthy va intentar desacreditar els seus crítics i opositors polítics acusant-los de comunistes o simpatitzants comunistes. A les eleccions al Senat de Maryland de 1950, McCarthy va fer campanya per John Marshall Butler en la seva carrera contra Millard Tydings, titular de quatre mandats, amb qui McCarthy havia estat en conflicte durant les audiències del Comitè Tydings. En els discursos de suport a Butler, McCarthy va acusar Tydings de "protegir els comunistes" i "protegir els traïdors". El personal de McCarthy va estar molt implicat en la campanya i va col·laborar en la producció d'un tabloide de campanya que contenia una fotografia composta manipulada per fer semblar que Tydings estava en una conversa íntima amb el líder comunista Earl Russell Browder. Més tard, un subcomitè del Senat va investigar aquestes eleccions i es va referir a elles com a "un tipus de campanya menyspreable, al carrer", a més de recomanar que l'ús de literatura difamatòria en una campanya fos motiu de expulsió del Senat. El pamflet estava clarament etiquetat com a compost. McCarthy va dir que estava "equivocat" distribuir-lo; tot i que el personal Jean Kerr va pensar que estava bé. Després de perdre les eleccions per gairebé 40.000 vots, Tydings va reclamar joc brut.
A més de la carrera Tydings–Butler, McCarthy va fer campanya per a diversos altres republicans a les eleccions de 1950, inclòs Everett Dirksen contra el titular demòcrata i líder de la majoria del Senat Scott W. Lucas. Dirksen, i de fet tots els candidats que McCarthy va donar suport, van guanyar les seves eleccions, i els que es va oposar van perdre. Les eleccions, incloses moltes en què McCarthy no va participar, van ser una escombrada republicana en general. Tot i que el seu impacte a les eleccions no estava clar, McCarthy va ser acreditat com un activista republicà clau. Ara era considerat com un dels homes més poderosos del Senat i els seus col·legues l'havien tractat amb una nova deferència. A les eleccions al Senat de 1952, McCarthy va ser retornat al seu escó al Senat amb el 54,2% dels vots, en comparació amb el 45,6% del demòcrata Thomas Fairchild. A partir del 2020, McCarthy és l'últim republicà a guanyar l'escó del Senat de classe 1 de Wisconsin.

### McCarthy i l'administració Truman

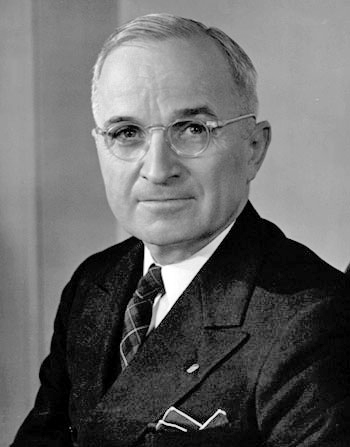
El President Harry S. Truman

McCarthy i el President Truman es van enfrontar sovint durant els anys que van ocupar el càrrec. McCarthy va caracteritzar Truman i el Partit Demòcrata com a suaus amb els comunistes, o fins i tot d'acord amb els comunistes, i va parlar dels "vint anys de traïció" dels demòcrates. Truman, al seu torn, es va referir una vegada a McCarthy com "el millor actiu que té el Kremlin", va qualificar les accions de McCarthy d'un intent de "sabotejar la política exterior dels Estats Units" en una guerra freda i ho va comparar amb disparar als soldats nord-americans a l'esquena a una guerra calenta.
Va ser el Departament d'Estat de l'Administració Truman que McCarthy va acusar d'acollir 205 (o 57 o 81) "comunistes coneguts". El secretari de Defensa de Truman, George Marshall, va ser l'objectiu d'algunes de les retòriques més vitriòliques de McCarthy. Marshall havia estat cap d'estat major de l'exèrcit durant la Segona Guerra Mundial i també era l'antic secretari d'estat de Truman. Marshall va ser un general i estadista molt respectat, recordat avui com l'arquitecte de la victòria i la pau, aquest últim basat en el Pla Marshall per a la reconstrucció d'Europa de postguerra, pel qual va ser guardonat amb el Premi Nobel de la Pau el 1953. McCarthy va fer un llarg discurs sobre Marshall, publicat posteriorment el 1951 com a llibre titulat America's Retreat From Victory: The Story of George Catlett Marshall. Marshall havia estat involucrat en la política exterior nord-americana amb la Xina, i McCarthy va acusar que Marshall era directament responsable de la pèrdua de la Xina pel comunisme. En el discurs, McCarthy també va donar a entendre que Marshall era culpable de traïció; va declarar que "si Marshall fos simplement estúpid, les lleis de la probabilitat dictarien que part de les seves decisions servirien als interessos d'aquest país"; i el més famós, el va acusar de formar part "d'una conspiració tan immensa i d'una infàmia tan negra que va eclipsar qualsevol empresa anterior en la història de l'home".
El desembre de 1950, McCarthy es va fer equip amb l'estrella de ràdio de dretes Fulton Lewis Jr.per difamar la candidata de Truman a la Secretaria Adjunta de Defensa, Anna M. Rosenberg. La seva campanya de desprestigi va atreure aliats en antisemites i extremistes com Gerald L. K. Smith, que va afirmar falsament que Rosenberg, que era jueu, era comunista. A diferència d'altres dones objectiu del macartisme, Rosenberg va sorgir amb la seva carrera i integritat intactes. Quan la campanya de desprestigi es va esvair, el periodista Edward R. Murrow va dir que "el personatge assassí ha perdut."
Durant la Guerra de Corea, quan Truman va acomiadar el general Douglas MacArthur, McCarthy va acusar que Truman i els seus assessors havien d'haver planificat l'acomiadament durant les sessions nocturnes quan "han tingut temps d'animar el president" sobre bourbon i bénédictine. McCarthy va declarar: "El fill de puta hauria de ser destituït."

### Suport dels catòlics romans i la família Kennedy
Una de les bases més sòlides del sentiment anticomunista als Estats Units va ser la comunitat catòlica, que constituïar més del 20% del vot nacional. McCarthy es va identificar com a catòlic i, tot i que la gran majoria dels catòlics eren demòcrates, a mesura que creixia la seva fama com a líder anticomunista, es va fer popular a les comunitats catòliques d'arreu del país, amb un fort suport de molts principals catòlics, diaris diocesans i revistes catòliques. Al mateix temps, alguns catòlics es van oposar a McCarthy, en particular l'autor anticomunista Pare John Francis Cronin i la influent revista Commonweal.

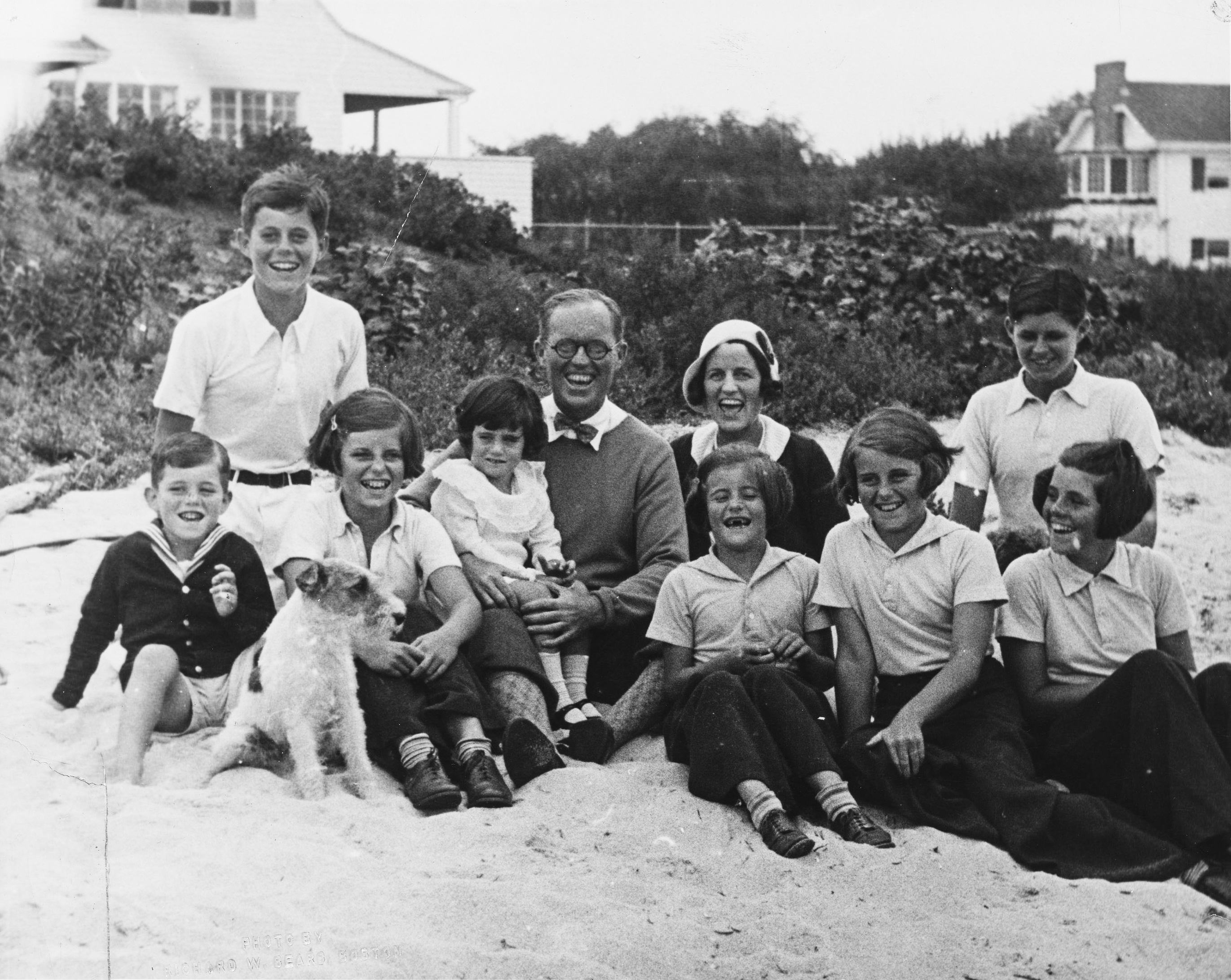
La familia Kennedy a Hyannis Port, el 4 de setembre de 1931. D'esquerra a dreta: Bobby, Jack, Eunice, Jean (a la falda) els pares Joseph Sr. i Rose (darrere de) Patricia, Kathleen, Joseph Jr. (darrera de) Rosemary. En Ted encara no havia nascut. El gos és en Buddy.

McCarthy va establir un vincle amb la poderosa família Kennedy, que tenia una gran visibilitat entre els catòlics. McCarthy es va convertir en un amic íntim de Joseph P. Kennedy Sr., ell mateix un fervent anticomunista, i també va ser un convidat freqüent al complex Kennedy a Hyannis Port, Massachusetts. Va sortir amb dues de les filles de Kennedy, Patricia i Eunice. S'ha afirmat que McCarthy va ser el padrí de la primera filla de Robert F. Kennedy, Kathleen Kennedy. Aquesta afirmació ha estat reconeguda per l'esposa de Robert i la mare de Kathleen Ethel, encara que Kathleen va afirmar més tard que va mirar el seu certificat de bateig i que el seu veritable padrí era el professor Daniel Walsh del Manhattanville College of the Sacred Heart.
Robert Kennedy era inusual entre els seus amics de Harvard per defensar McCarthy quan parlaven de política després de graduar-se. Va ser escollit per McCarthy per ser un advocat del seu comitè d'investigació, però va dimitir després de sis mesos a causa de desacords amb McCarthy i l'advocat del comitè Roy Cohn. Joseph Kennedy tenia una xarxa nacional de contactes i es va convertir en un partidari vocal, augmentant la popularitat de McCarthy entre els catòlics i fent contribucions importants a les campanyes de McCarthy. El patriarca Kennedy esperava que un dels seus fills fos president. Conscient dels prejudicis anticatòlics als quals es va enfrontar Al Smith durant la seva campanya de 1928 per a aquest càrrec, Joseph Kennedy va donar suport a McCarthy com a polític nacional catòlic que podria obrir el camí per a la candidatura presidencial d'un Kennedy més jove.
A diferència de molts demòcrates, John F. Kennedy, que va servir al Senat amb McCarthy des de 1953 fins a la mort d'aquest el 1957, mai va atacar McCarthy. McCarthy no va fer campanya per l'oponent de Kennedy el 1952, el titular republicà Henry Cabot Lodge Jr., a causa de la seva amistat amb els Kennedy i, segons es diu, una donació de 50.000 dòlars de Joseph Kennedy. Lodge va perdre malgrat que Eisenhower va guanyar l'estat a les eleccions presidencials. Quan un orador en un sopar final del club de febrer de 1952 va declarar que estava content que McCarthy no hagués assistit al Harvard College, un Kennedy enfadat es va aixecar, va denunciar l'orador i va abandonar l'esdeveniment. Quan Arthur M. Schlesinger Jr. va preguntar a John Kennedy per què evitava criticar a McCarthy, Kennedy va respondre dient: "Dimonis, la meitat dels meus votants de Massachusetts veuen McCarthy com un heroi".

### McCarthy i Eisenhower

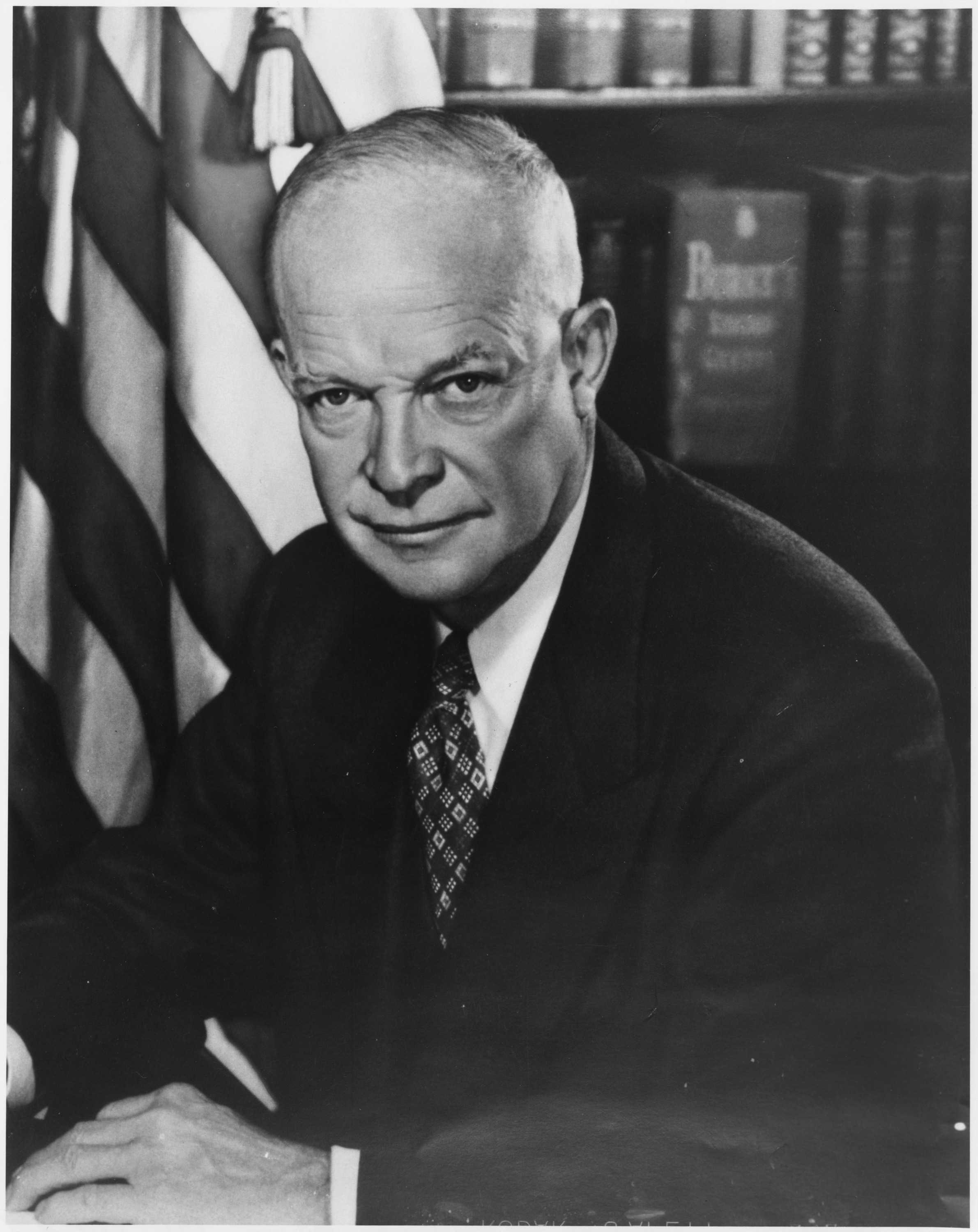
Dwight D. Eisenhower, 34è president dels Estats Units

Durant les eleccions presidencials de 1952, la campanya d'Eisenhower va recórrer Wisconsin amb McCarthy. En un discurs pronunciat a Green Bay, Eisenhower va declarar que, tot i que estava d'acord amb els objectius de McCarthy, no estava d'acord amb els seus mètodes. En les versions esborranys del seu discurs, Eisenhower també havia inclòs una forta defensa del seu mentor, George Marshall, que era una reprovació directa dels atacs freqüents de McCarthy. No obstant això, sota el consell de col·legues conservadors que temien que Eisenhower pogués perdre Wisconsin si alienava els partidaris de McCarthy, va eliminar aquesta defensa de versions posteriors del seu discurs. La supressió va ser descoberta per William H. Laurence, un periodista del The New York Times, i va aparèixer a la seva portada l'endemà. Eisenhower va ser àmpliament criticat per renunciar a les seves conviccions personals, i l'incident es va convertir en el punt baix de la seva campanya.
Amb la seva victòria a la carrera presidencial de 1952, Dwight Eisenhower es va convertir en el primer president republicà El 20 anys. El Partit Republicà també tenia majoria a la Cambra de Representants i al Senat. Després de ser elegit president, Eisenhower va deixar clar als seus propers que no aprovava McCarthy i va treballar activament per disminuir el seu poder i influència. Tot i així, mai es va enfrontar directament a McCarthy ni el va criticar pel seu nom en cap discurs, per tant potser allargava el poder de McCarthy donant la impressió que fins i tot el president tenia por de criticar-lo directament. Oshinsky ho nega, afirmant que "Eisenhower era conegut com un harmonitzador, un home que podia aconseguir que diverses faccions treballessin cap a un objectiu comú... El lideratge, va explicar, significava paciència i conciliació, no "colpejar la gent al cap"."
McCarthy va guanyar la reelecció el 1952 amb el 54% dels vots, derrotant l'antic fiscal general de l'estat de Wisconsin Thomas E. Fairchild però, com s'ha dit més amunt, va seguir malament un bitllet republicà que, d'altra manera, va arrasar l'estat de Wisconsin; tots els altres guanyadors republicans, inclòs el mateix Eisenhower, van rebre almenys el 60% dels vots de Wisconsin. Aquells que esperaven que la lleialtat al partit faria que McCarthy atenués les seves acusacions de comunistes albergats dins del govern aviat es van sentir decebuts. Eisenhower mai havia estat un admirador de McCarthy, i la seva relació es va tornar més hostil un cop Eisenhower va ocupar el càrrec. En un discurs de novembre de 1953 que es va publicar a la televisió nacional, McCarthy va començar elogiant l'Administració Eisenhower per eliminar "1.456 residus de Truman dels quals... es van desfer a causa de connexions i activitats comunistes o perversió". A continuació, es va queixar que John Paton Davies Jr. encara estava "a la nòmina després d'onze mesos de l'administració d'Eisenhower", tot i que Davies havia estat acomiadat tres setmanes abans, i va repetir una acusació sense fonaments que Davies havia intentat "posar" comunistes i agents d'espionatge en llocs clau de l'Agència Central d'Intel·ligència". En el mateix discurs, va criticar Eisenhower per no fer prou per assegurar l'alliberament dels pilots nord-americans desapareguts abatuts sobre la Xina durant la Guerra de Corea. A finals de 1953, McCarthy havia alterat l'eslògan de "vint anys de traïció" que havia encunyat per a les administracions demòcrates anteriors i va començar a referir-se a "vint-i- un anys de traïció" per incloure el primer any d'Eisenhower al càrrec.
A mesura que McCarthy es va fer cada cop més combatiu amb l'Administració Eisenhower, Eisenhower va enfrontar-se a repetides crides que s'enfrontava directament a McCarthy. Eisenhower es va negar, dient en privat "res no li agradaria més [McCarthy] que aconseguir la publicitat que es generaria per un repudi públic per part del President". En diverses ocasions, s'informa que Eisenhower va dir de McCarthy que no volia "baixar-se al canal amb aquell paio".

### Subcomissió Permanent d'Investigacions del Senat
Amb l'inici del seu segon mandat com a senador el gener de 1953, McCarthy va ser nomenat president del Comitè d'Operacions del Govern del Senat. Segons alguns informes, els líders republicans estaven desconfiant cada cop més dels mètodes de McCarthy i li van donar aquest panell relativament mundà en lloc del Subcomitè de Seguretat Interna —el comitè que normalment s'encarrega d'investigar els comunistes—, posant així McCarthy "on no pot fer cap mal", en les paraules del líder de la majoria del Senat Robert A. Taft. No obstant això, el Comitè d'Operacions del Govern va incloure el Subcomitè Permanent d'Investigacions del Senat, i el mandat d'aquest subcomitè era prou flexible per permetre a McCarthy utilitzar-lo per a les seves pròpies investigacions sobre els comunistes al govern. McCarthy va nomenar Roy Cohn com a conseller en cap i Robert F. Kennedy, de 27 anys, com a conseller assistent del subcomitè. Més tard, McCarthy també va contractar Gerard David Schine, hereu d'una fortuna d'una cadena hotelera, per recomanació de George Sokolsky.
Aquest subcomitè seria l'escenari d'algunes de les gestes més divulgades de McCarthy. Quan els registres de les sessions executives tancades del subcomitè sota la presidència de McCarthy es van fer públics el 2003–04, els senadors Susan Collins i Carl Levin van escriure el següent al seu prefaci als documents:
| « | El zel del senador McCarthy per descobrir la subversió i l'espionatge va provocar excessos inquietants. Les seves tàctiques d'enfrontament van destruir les carreres de persones que no estaven implicades en la infiltració del nostre govern. El seu estil lliure va fer que tant el Senat com el Subcomitè revisessin les regles que regeixen les futures investigacions i va impulsar els tribunals a actuar per protegir els drets constitucionals dels testimonis a les audiències del Congrés.... Aquestes audiències són una part del nostre passat nacional que no ens podem permetre oblidar ni permetre que es torni a produir. | » |

El subcomitè va investigar primer les denúncies d'influència comunista a la Voice of America, en aquell moment administrada per l'Agència d'Informació dels Estats Units del Departament d'Estat. Molts membres del personal de la VOA van ser interrogats davant les càmeres de televisió i una sala de premsa plena, amb McCarthy lligant les seves preguntes amb insinuacions hostils i acusacions falses. Uns quants empleats de la VOA van al·legar la influència comunista en el contingut de les emissions, però cap dels càrrecs va ser corroborat. La moral de la VOA va quedar molt danyada i un dels seus enginyers es va suïcidar durant la investigació de McCarthy. Ed Kretzman, un assessor polític del servei, comentaria més tard que va ser l'"hora més fosca de la VOA quan el senador McCarthy i el seu cap de destral, Roy Cohn, gairebé van aconseguir apagar-la."
El subcomitè es va dirigir després al programa de biblioteques a l'estranger de l'Agència Internacional d'Informació. Cohn va recórrer Europa examinant els catàlegs de targetes de les biblioteques del Departament d'Estat buscant obres d'autors que considerava inadequades. Després, McCarthy va recitar la llista d'autors suposadament procomunistes davant el seu subcomitè i la premsa. El Departament d'Estat es va inclinar davant McCarthy i va ordenar als seus bibliotecaris estrangers que retiressin dels seus prestatges "material de qualsevol persona controvertida, comunistes, companys de viatge, etc.". Algunes biblioteques van arribar a cremar els llibres recentment prohibits. Poc després, en una de les seves crítiques públiques a McCarthy, el president Eisenhower va instar els nord-americans: "No us sumeu als cremadors de llibres... No tingueu por d'entrar a la vostra biblioteca i llegir tots els llibres".
Poc després de rebre la presidència del Subcomitè d'Investigacions, McCarthy va nomenar J. B. Matthews com a director de personal del subcomitè. Matthews, un dels anticomunistes més importants del país, havia estat abans director de personal del Comitè d'Activitats Antiamericanes de la Cambra. El nomenament es va convertir en controvertit quan es va saber que Matthews havia escrit recentment un article titulat "Reds and Our Churches", que començava amb la frase: "El grup més gran que recolza l'aparell comunista als Estats Units està compost per clergues protestants”. Un grup de senadors va denunciar aquest "atac impactant i injustificat contra el clergat nord-americà" i va exigir que McCarthy destituís Matthews. McCarthy inicialment es va negar a fer-ho. Tanmateix, a mesura que la controvèrsia augmentava i la majoria del seu propi subcomitè es va unir a la crida/anomena per a l'expulsió de Matthews, McCarthy finalment va cedir i va acceptar la seva dimissió. Per a alguns opositors de McCarthy, aquesta va ser una derrota senyal del senador, demostrant que no era tan invencible com havia semblat abans.

### Investigant l'exèrcit
A la tardor de 1953, el comitè de McCarthy va començar la seva desafortunada investigació sobre l'exèrcit dels Estats Units. Això va començar quan McCarthy va obrir una investigació sobre el laboratori del Cos de senyals de l'exèrcit a Fort Monmouth. McCarthy, recentment casat amb Jean Kerr, va escurçar la seva lluna de mel per obrir la investigació. Va obtenir alguns titulars amb històries d'un perillós anell d'espies entre els investigadors de l'exèrcit, però després de setmanes d'escoltes, no va sortir res de les seves investigacions. Incapaç d'exposar cap signe de subversió, McCarthy es va centrar en el cas d'Irving Peress, un dentista de Nova York que havia estat reclutat a l'exèrcit el 1952 i ascendit a major el novembre de 1953. Poc després va crida/anomenar l'atenció de la burocràcia militar que Peress, que era membre del partit d'esquerra Partit Laborista Americà, havia rebutjat respondre preguntes sobre les seves afiliacions polítiques en un formulari de revisió de la lleialtat. Per tant, els superiors de Peress van rebre l'ordre d'acomiadar-lo de l'exèrcit en un termini de 90 dies. McCarthy va citar Peress perquè comparegués davant el seu subcomitè el 30 de gener de 1954. Peress es va negar a respondre les preguntes de McCarthy, citant els seus drets sota la Cinquena Esmena. McCarthy va respondre enviant un missatge al secretari de l'exèrcit Robert T. Stevens, exigint que Peress fos sotmès a un tribunal militar. Aquell mateix dia, Peress va demanar que la seva baixa pendent de l'exèrcit s'efectués immediatament, i l'endemà el general de brigada Ralph W. Zwicker, el seu oficial al comandament a Camp Kilmer a Nova Jersey, li va donar una llicència honorable de l'exèrcit. Encoratjat per McCarthy, "Qui va promoure Peress?" es va convertir en un crit de concentració entre molts anticomunistes i partidaris de McCarthy. De fet, i com sabia McCarthy, Peress havia estat promogut automàticament a través de les disposicions de la Llei Doctor Draft, llei que McCarthy havia votat a favor.

### Audiències entre l'exèrcit i McCarthy
A principis de 1954, l'exèrcit nord-americà va acusar McCarthy i el seu advocat en cap, Roy Cohn, de pressionar inadequadament l'exèrcit per donar un tracte favorable a G. David Schine, antic ajudant de McCarthy i amic de Cohn, que aleshores servia a l'exèrcit com a soldat ras. McCarthy va afirmar que l'acusació es va fer de mala fe, en represàlia pel seu interrogatori a Zwicker l'any anterior. El Subcomitè Permanent d'Investigacions del Senat, generalment presidit pel mateix McCarthy, va rebre l'encàrrec d'adjudicar aquests càrrecs conflictius. El senador republicà Karl Mundt va ser designat per presidir el comitè, i les audiències entre l'Exèrcit i McCarthy es van convocar el 22 d'abril de 1954.

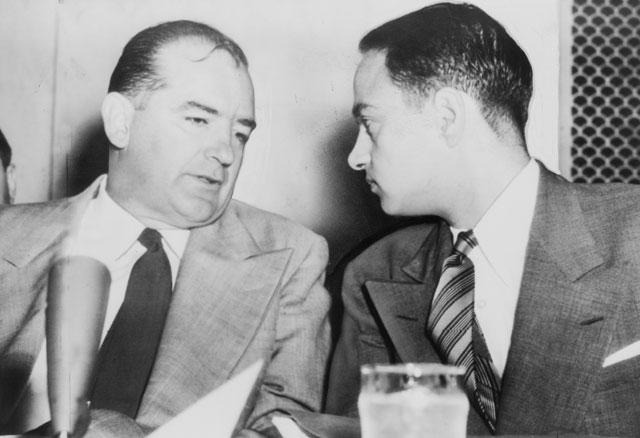
McCarthy conversa amb Roy Cohn (dreta) a les audiències entre l'Exèrcit i McCarthy

L'exèrcit va consultar amb un advocat familiaritzat amb McCarthy per determinar el millor enfocament per atacar-lo. Basant-se en la seva recomanació, va decidir no perseguir a McCarthy pel tema dels comunistes al govern: "L'advocat considera que és gairebé impossible contrarestar amb eficàcia a McCarthy en el tema de expulsar els comunistes del govern, perquè generalment té alguna base, no importa com de lleu sigui, per la seva afirmació de connexió comunista."
Les audiències van durar 36 dies i van ser retransmeses per televisió en directe per l'ABC i DuMont, amb uns 20 milions d'espectadors estimats. Després d'escoltar 32 testimonis i dos milions de paraules de testimoni, el comitè va concloure que el mateix McCarthy no havia exercit cap influència indeguda en nom de Schine, però que Cohn havia fet "esforços indegudament persistents o agressius". El comitè també va concloure que el secretari de l'exèrcit, Robert Stevens, i el conseller de l'exèrcit, John Adams, "van fer esforços per acabar o influir en la investigació i les audiències a Fort Monmouth", i que Adams "va fer esforços vigorosos i diligents" per bloquejar les citacions per als membres de l'Army Loyalty i Junta de selecció "mitjançant una apel·lació personal a determinats membres del comitè [McCarthy]".
L'efecte negatiu que va tenir l'extensa exposició sobre la seva popularitat va tenir una importància molt més gran per a McCarthy que l'informe final no concloent del comitè. Molts espectadors el van veure com a assetjador, imprudent i deshonest, i els resums diaris de les audiències també eren sovint desfavorables.
Al final de les audiències, el senador Stuart Symington va fer un comentari enfadat i profètic a McCarthy. Quan McCarthy li va dir que "No estàs enganyant a ningú", Symington va respondre: "Senador, el poble nord-americà et mira ara des de fa sis setmanes; tampoc estàs enganyant a ningú".
A les enquestes de Gallup de gener de 1954, el 50% dels enquestats tenien una opinió positiva de McCarthy. Al juny, aquesta xifra havia caigut fins al 34%. A les mateixes enquestes, els que tenien una opinió negativa de McCarthy van augmentar del 29% al 45%.
Un nombre creixent de republicans i conservadors estaven arribant a veure McCarthy com una responsabilitat davant el partit i l'anticomunisme. El representant George H. Bender va assenyalar: "Hi ha una impaciència creixent amb el Partit Republicà. El macarthisme s'ha convertit en un sinònim de la caça de bruixes, mètodes de la Cambra Estelar i la negació de... llibertats civils". Frederick Woltman, un periodista amb una reputació de llarga data com a acèrrim anticomunista, va escriure una sèrie d'articles de cinc parts criticant McCarthy al New York World-Telegram. Va afirmar que McCarthy "s'ha convertit en una responsabilitat important per a la causa de l'anticomunisme", i el va acusar de "torsió salvatge de fets i fets propers [que] repel·leix a les autoritats en el camp".

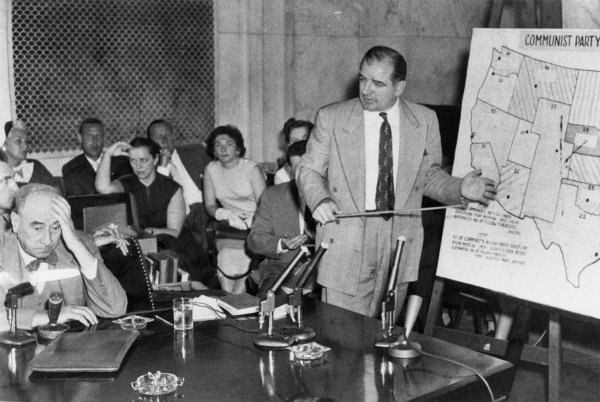
Joseph N. Welch (esquerra) interrogat pel senador McCarthy, el 9 de juny de 1954.

L'incident més famós de les audiències va ser un intercanvi entre McCarthy i el principal representant legal de l'exèrcit, Joseph Nye Welch. El 9 de juny de 1954, el 30è dia de les audiències, Welch va desafiar Roy Cohn a proporcionar al fiscal general dels Estats Units, Herbert Brownell Jr., la llista de McCarthy de 130 comunistes o subversius a les plantes de defensa "abans que es pogués el sol". McCarthy va intervenir i va dir que si Welch estava tan preocupat per les persones que ajudessin al Partit Comunista, hauria de revisar un home al seu despatx d'advocats de Boston anomenat Fred Fisher, que abans havia pertangut al National Lawyers Guild, una associació d'advocats progressistes.
En una defensa apassionada de Fisher, Welch va respondre: "Fins aquest moment, senador, crec que mai no vaig mesurar realment la teva crueltat o la teva imprudència..." Quan McCarthy va reprendre el seu atac, Welch el va interrompre: "No assassinem. A més, senador, no té sentit de la decència, per fi? Quan McCarthy va tornar a insistir, Welch el va tallar i va exigir al president que "cridi el següent testimoni". En aquell moment, la galeria va esclatar en aplaudiments i es va convocar un recés.

### Edward R. Murrow,Vegi-ho ara

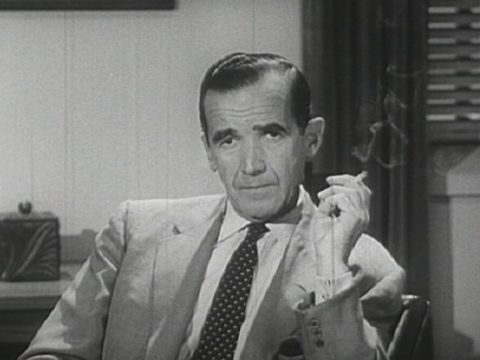
Edward R. Murrow, pioner en el periodisme de radiodifusió.

Fins i tot abans del xoc de McCarthy amb Welch a les audiències, un dels atacs més destacats als mètodes de McCarthy va ser un episodi de la sèrie documental de televisió See It Now (Vegi-ho ara), presentada pel periodista Edward R. Murrow, que es va emetre el 9 de març de 1954. Titulat " Un informe sobre el senador Joseph R. McCarthy", l'episodi consistia principalment en talls de McCarthy parlant. En aquests talls, McCarthy acusa el Partit Demòcrata de "vint anys de traïció", descriu la Unió Americana per a les Llibertats Civils com "a la llista com a "un front per al Partit Comunista i fent-li la feina del" i recrimina i arenga diversos testimonis, entre ells el general Zwicker.
En la seva conclusió, Murrow va dir de McCarthy:
| « | Ningú familiaritzat amb la història d'aquest país pot negar que els comitès del Congrés són útils. Cal investigar abans de legislar, però la línia entre investigar i perseguir és molt fina, i el senador junior de Wisconsin l'ha trepitjat repetidament. El seu èxit principal ha estat confondre la ment pública, entre les amenaces internes i externes del comunisme. No hem de confondre la dissidència amb la deslleialtat. Hem de recordar sempre que l'acusació no és una prova i que la condemna depèn de l'evidència i el degut procés legal. No caminarem amb por, els uns dels altres. No serem conduïts per la por a l'era de la desraó, si aprofundim en la nostra història i la nostra doctrina, i recordem que no descendim d'homes temorossos, ni d'homes que temien escriure, parlar, associar-se i defensar causes que, de moment, eren impopulars. No és el moment perquè els homes que s'oposen als mètodes del senador McCarthy guardin silenci, ni els que ho aproven. Podem negar el nostre patrimoni i la nostra història, però no podem escapar de la responsabilitat pel resultat. No hi ha manera que un ciutadà d'una república abdiqui de les seves responsabilitats. Com a nació hem arribat a la nostra herència plena des d'una tendra edat. Ens proclamem, com de fet som, els defensors de la llibertat, allà on segueixi existint al món, però no podem defensar la llibertat a l'estranger abandonant-la a casa. Les accions del senador menor de Wisconsin han causat alarma i consternació entre els nostres aliats a l'estranger i han donat un consol considerable als nostres enemics. I de qui és la culpa? Realment no seu. No va crear aquesta situació de por; ell només la va explotar, i més aviat amb èxit. Cassi tenia raó: "La culpa, estimat Brutus, no és de les nostres estrelles, sinó de nosaltres mateixos". | » |

La setmana següent, See It Now va publicar un altre episodi crític de McCarthy, aquest centrat en el cas d'Annie Lee Moss, una empleada de l'exèrcit afroamericana que va ser l'objectiu d'una de les investigacions de McCarthy. Els programes de Murrow, juntament amb les audiències televisades entre l'Exèrcit i McCarthy del mateix any, van ser les principals causes d'una reacció de l'opinió popular a nivell nacional contra McCarthy, en part perquè per primera vegada les seves declaracions estaven sent impugnades públicament per figures destacades. Per contrarestar la publicitat negativa, McCarthy va aparèixer a See It Now el 6 d'abril de 1954 i va presentar una sèrie de càrrecs contra el popular Murrow, inclosa l'acusació de col·lusió amb VOKS, l'"organització russa d'espionatge i propaganda". Aquesta resposta no va anar bé amb els espectadors, i el resultat va ser una nova disminució de la popularitat de McCarthy.

### Intent de retirada - "En Joe ha de marxar"
El 18 de març de 1954, l'editor del Sauk-Prairie Star, Leroy Gore, de Sauk City, Wisconsin, va instar la retirada de McCarthy en un editorial de primera pàgina que es publicava al costat d'una petició de mostra que els lectors podien omplir i enviar al diari. Un republicà i antic partidari de McCarthy, Gore va citar el senador amb subvertir l'autoritat del president Eisenhower, faltar el respecte al propi general de Wisconsin Ralph Wise Zwicker i ignorar la difícil situació dels productors lactis de Wisconsin que s'enfronten als excedents de la retallada de preus.
Malgrat les afirmacions dels crítics que un intent de retirada va ser temerari, el moviment "Joe Must Go" va créixer com l'espuma i va comptar amb el suport d'una coalició diversa que incloïa altres líders republicans, demòcrates, empresaris, agricultors i estudiants. La constitució de Wisconsin estipula que el nombre de signatures necessàries per forçar una elecció de revocació ha de superar la quarta part del nombre de votants de les eleccions a governadors més recents, i requeria que el moviment anti-McCarthy reunís unes 404.000 signatures en seixanta dies. Amb poc suport dels treballadors organitzats o del Partit Demòcrata de l'estat, l'esforç de revocació organitzat va atreure l'atenció nacional, especialment durant les audiències concurrents entre l'Exèrcit i McCarthy.
Després de la data límit del 5 de juny, el nombre final de signatures mai es va determinar perquè les peticions es van enviar fora de l'estat per evitar una citació del fiscal del districte del comtat de Sauk, Harlan Kelley, un fervent partidari de McCarthy que investigava els líders de la campanya de retirada del motius que havien infringit la Llei de pràctiques corruptes de Wisconsin. Els diaris de Chicago van comptar més tard 335.000 noms, mentre que es deia que altres 50.000 estaven amagats a Minneapolis, amb altres llistes enterrades a les granges del comtat de Sauk.

### Opinió pública
| Data             | Favorable | Sense opinió | Desfavorable | Net Favorable |
| ---------------- | --------- | ------------ | ------------ | ------------- |
| agost de 1952    | 15        | 63           | 22           | −7            |
| Abril de 1953    | 19        | 59           | 22           | −3            |
| Juny de 1953     | 35        | 35           | 30           | +5            |
| Agost de 1953    | 34        | 24           | 42           | −8            |
| Gener de 1954    | 50        | 21           | 29           | +21           |
| Març de 1954     | 46        | 18           | 36           | +10           |
| Abril de 1954    | 38        | 16           | 46           | −8            |
| Maig de 1954     | 35        | 16           | 49           | −14           |
| Juny de 1954     | 34        | 21           | 45           | −11           |
| Agost de 1954    | 36        | 13           | 51           | −15           |
| Novembre de 1954 | 35        | 19           | 46           | −11           |

### Censura i el Comitè Watkins

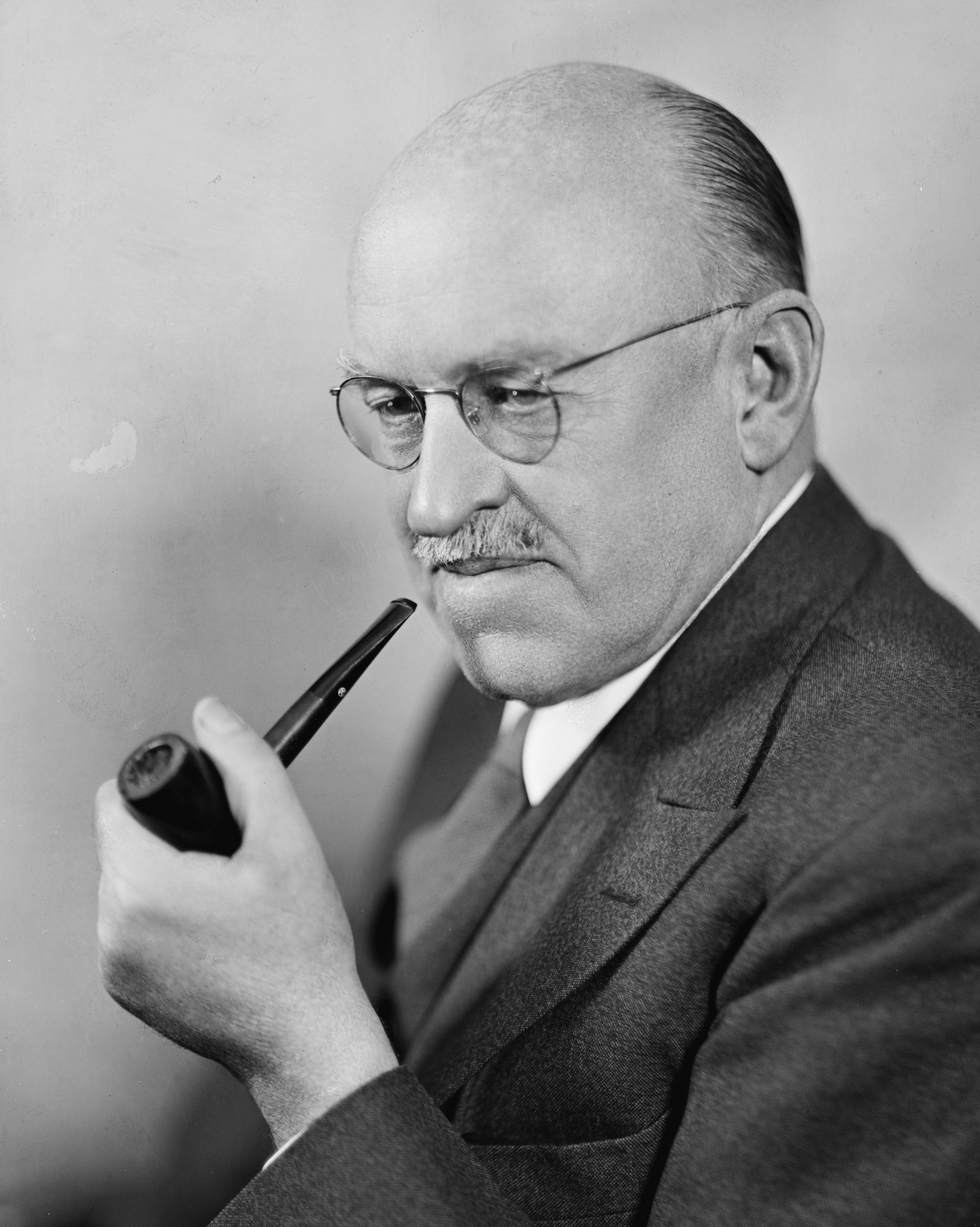
El senador Ralph Flanders, que va presentar la resolució demanant que McCarthy fos censurat.

Diversos membres del Senat dels Estats Units s'havien oposat a McCarthy molt abans de 1953. La senadora Margaret Chase Smith, republicana de Maine, va ser la primera. Va pronunciar el seu discurs de "Declaració de consciència" l'1 de juny de 1950, demanant que s'acabés l'ús de tàctiques de difamació, sense esmentar McCarthy ni ningú més pel seu nom. Només sis senadors republicans més —Wayne Morse, Irving Ives, Charles W. Tobey, Edward John Thye, George Aiken i Robert C. Hendrickson— van acceptar unir-se a ella per condemnar les tàctiques de McCarthy. McCarthy es va referir a Smith i als seus companys senadors com "Blancaneus i els sis nans".
El 9 de març de 1954, el senador republicà de Vermont Ralph E. Flanders va pronunciar un discurs amb humor a la sala del Senat, qüestionant les tàctiques de McCarthy per lluitar contra el comunisme, comparant el macarthismw amb la "neteja de la casa" amb "molt soroll i alborotament". Va recomanar que McCarthy dirigís la seva atenció a la invasió mundial del comunisme fora d'Amèrica del Nord. En un discurs de l'1 de juny, Flandes va comparar McCarthy amb Adolf Hitler, acusant-lo d'escampar "divisió i confusió" i dient: "Si el senador júnior de Wisconsin estigués a sou dels comunistes, no hauria pogut fer millor feina per a ells". L'11 de juny, Flandes va presentar una resolució per destituir McCarthy com a president dels seus comitès. Encara que hi havia molts al Senat que creien que es justificava algun tipus d'acció disciplinària contra McCarthy, no hi havia una majoria clara que recolzés aquesta resolució. Part de la resistència es va deure a la preocupació per usurpar les regles del Senat pel que fa als presidents de les comissions i l'antiguitat. A continuació, Flandes va presentar una resolució per censurar McCarthy. La resolució es va escriure inicialment sense cap referència a accions o fes particulars per part de McCarthy. Com va dir Flandes, "No van ser els seus incompliments de l'etiqueta, o de les regles o fins i tot de les lleis el que és tan inquietant", sinó el seu patró general de comportament. Finalment, a la resolució de censura es va afegir una "lleta de dades" que enumerava 46 càrrecs. Un comitè especial, presidit pel senador Arthur Vivian Watkins, va ser nomenat per estudiar i avaluar la resolució. Aquest comitè va obrir les audiències el 31 d'agost.

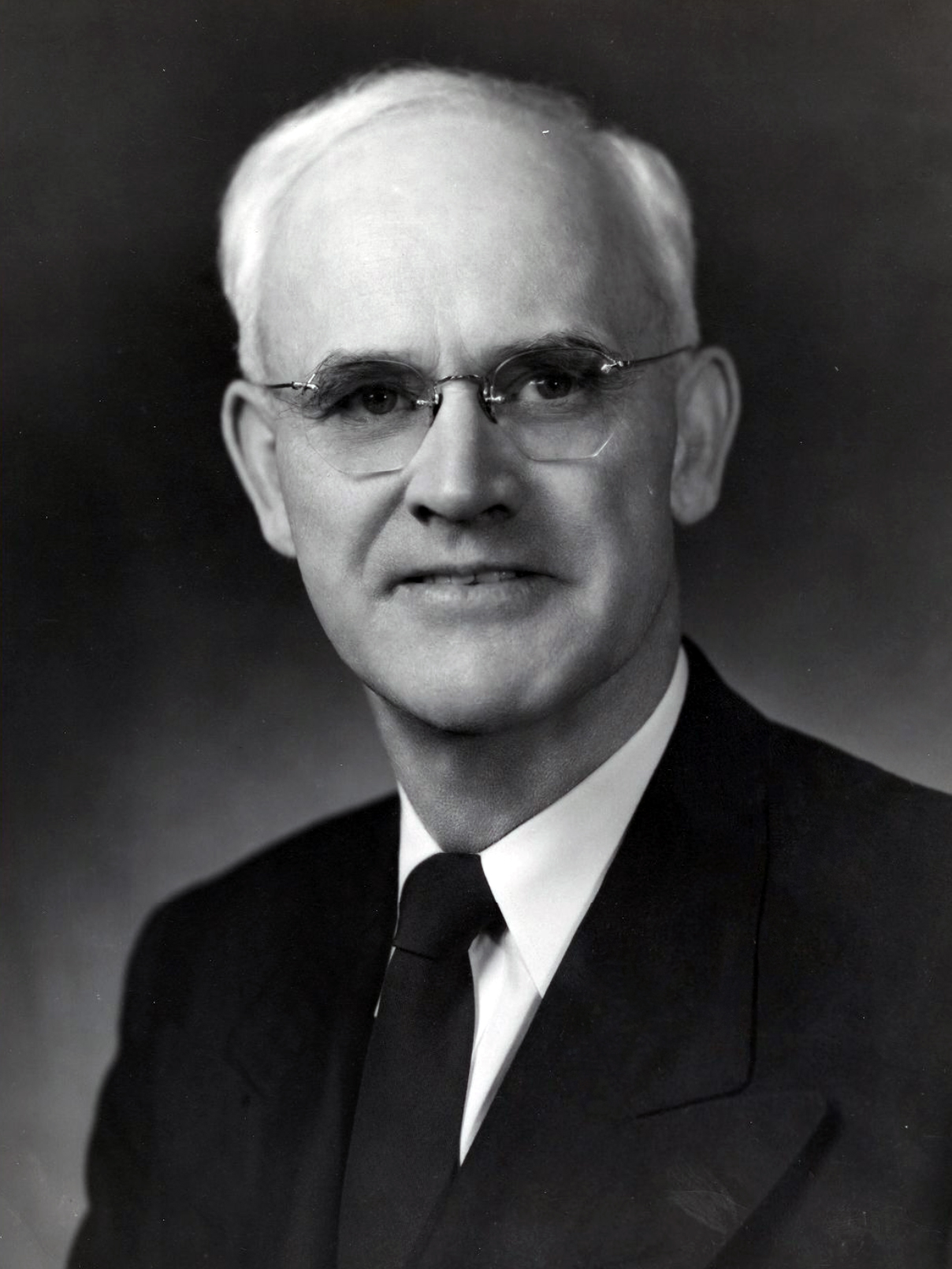
El senador Arthur V. Watkins.

Després de dos mesos d'audiències i deliberacions, el Comitè Watkins va recomanar que McCarthy fos censurat per dos dels 46 càrrecs: el seu menyspreu al Subcomitè de Regles i Administració, que l'havia cridat a declarar el 1951 i el 1952, i el seu abús del general Zwicker. l'any 1954. El recompte de Zwicker va ser retirat pel Senat en ple perquè la conducta de McCarthy va ser possiblement "induïda" pel propi comportament de Zwicker. En lloc d'aquest recompte, se'n va redactar un de nou sobre les declaracions de McCarthy sobre el propi Comitè Watkins.
Els dos recomptes que finalment va votar el Senat van ser:
- Que McCarthy havia "no va cooperar amb el Subcomitè de Regles i Administració" i "va abusar repetidament dels membres que intentaven dur a terme les tasques assignades..."
- Que McCarthy havia acusat "tres membres del comitè selecte [Watkins] d'"engany deliberat" i "frau"... que la sessió especial del Senat... era un" partit de linxament", i "havia caracteritzat el comitè "com el "donzella sense voler", "agent involuntari" i "advocats de fet" del Partit Comunista", i havia "actuat contràriament a l'ètica senatorial i va tendir a deshonrar i desprestigiar el Senat, a obstruir els processos constitucionals del Senat, i per menyscabar la seva dignitat".[153]

El 2 de desembre de 1954, el Senat va votar a favor de "condemnar" McCarthy en ambdós càrrecs per un vot de 67 a 22. Els demòcrates presents van afavorir per unanimitat la condemna i els republicans es van dividir a parts iguals. L'únic senador no registrat va ser John F. Kennedy, que va ser hospitalitzat per una cirurgia d'esquena; Kennedy mai va indicar com hauria votat. Immediatament després de la votació, el senador H. Styles Bridges, partidari de McCarthy, va argumentar que la resolució "no era una resolució de censura" perquè la paraula "condemnar" més que "censurar" s'utilitzava a l'esborrany final. Aleshores, la paraula "censura" va ser eliminada del títol de la resolució, tot i que generalment és considerada i esmentada com una censura de McCarthy, tant pels historiadors com en els documents del Senat. El mateix McCarthy va dir: "No ho diria exactament un vot de confiança". Va afegir: "No sento que m'hagin linxat".
El senador d'Indiana William E. Jenner, un dels amics i companys republicans de McCarthy, va comparar la conducta de McCarthy, però, amb la del "nen que va venir a la festa i va fer pipí a la llimonada".

## Darrers anys

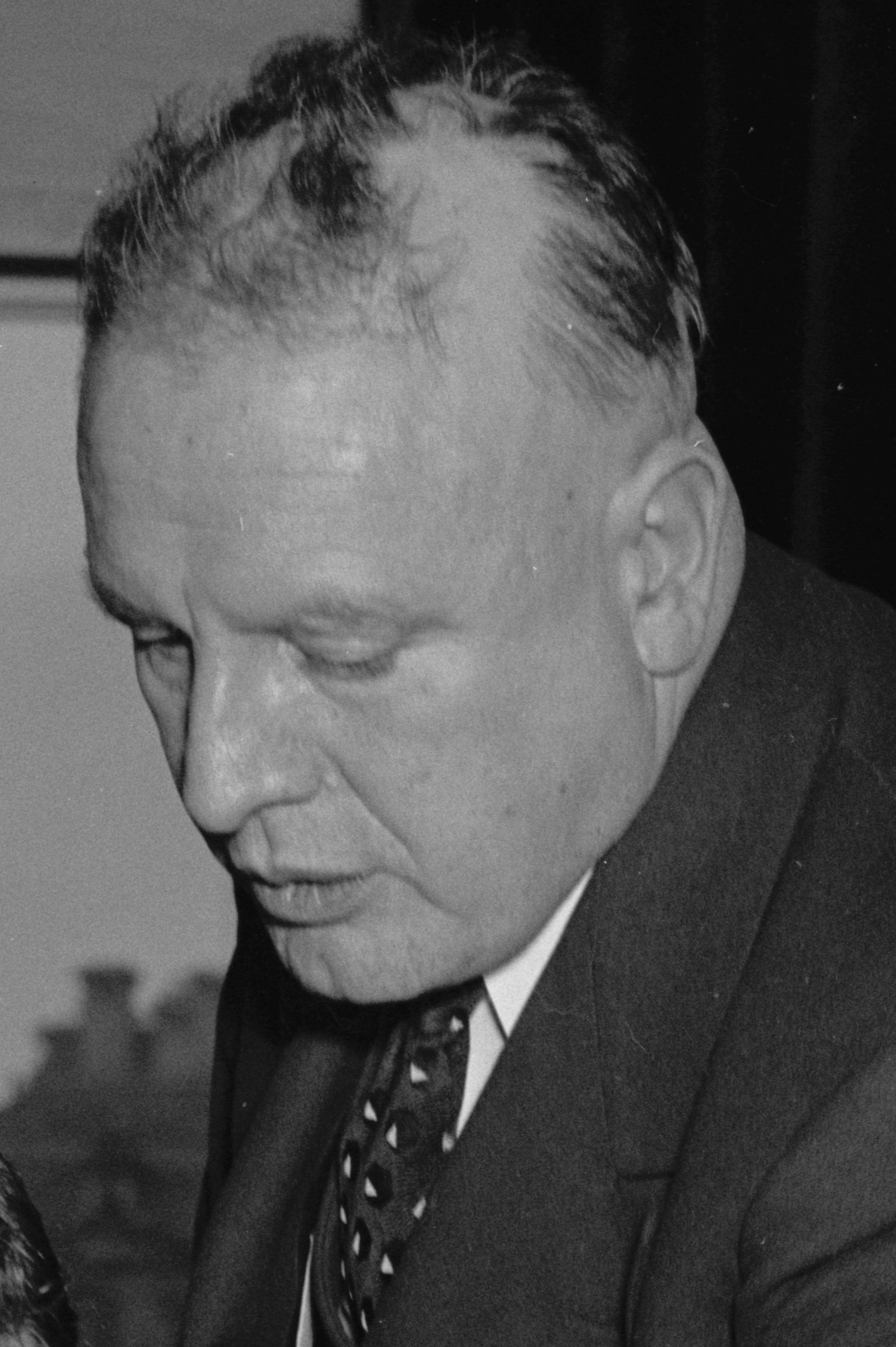
Harry J. Anslinger va criticar i va subministrar l'addicció a la morfina de McCarthy

Després de la seva condemna i censura, Joseph McCarthy va continuar exercint les seves funcions senatorials durant dos anys i mig més. La seva carrera com a figura pública important, però, s'havia arruïnat. Els seus companys del Senat el van evitar; els seus discursos al Senat van ser pronunciats en una cambra gairebé buida o rebuts amb mostres intencionades i conspicues de desatenció.
La premsa que abans havia gravat totes les seves declaracions públiques ara el va ignorar, i els compromisos de conferències exteriors es van reduir gairebé a res. Eisenhower, finalment alliberat de la intimidació política de McCarthy, va dir al seu gabinet en broma que el MCarthisme era ara "McCarthywasm".
Tot i així, McCarthy va continuar criticant el comunisme. Va advertir contra l'assistència a conferències de cimera amb "els roigs", dient que "no es pot oferir amistat a tirans i assassins... sense avançar la causa de la tirania i l'assassinat".
Va declarar que "la coexistència amb els comunistes no és ni possible ni honorable ni desitjable. El nostre objectiu a llarg termini ha de ser l'erradicació del comunisme de la faç de la terra". En un dels seus actes finals al Senat, McCarthy es va oposar a la nominació del president Eisenhower al Tribunal Suprem de William J. Brennan, després de llegir un discurs que Brennan havia pronunciat poc abans en què va qualificar les investigacions anticomunistes de McCarthy com a "caça de bruixes". Tanmateix, l'oposició de McCarthy no va aconseguir cap mena de força i ell va ser l'únic senador que va votar en contra de la confirmació de Brennan.
Els biògrafs de McCarthy coincideixen que va ser un home canviat, per a pitjor, després de la censura; decaient tant físicament com emocionalment, es va convertir en un "fantasma pàl·lid del seu antic jo", en paraules de Fred J. Cook. Es va informar que McCarthy patia cirrosi hepàtica i sovint era hospitalitzat per abús d'alcohol. Nombrosos testimonis oculars, inclòs l'ajudant del Senat George Reedy i el periodista Tom Wicker, van informar que l'havien trobat borratxo al Senat. El periodista Richard Rovere (1959) va escriure:
| « | Sempre havia estat un gran bevedor, i hi havia moments en aquelles èpoques de descontentament en què bevia més que mai. Però no sempre estava borratxo. Va anar al vagó (per a ell això significava cervesa en lloc de whisky) durant dies i setmanes alhora. La dificultat cap al final va ser que no podia aguantar les coses. Es va fer trossos en la seva segona o tercera copa, i no va tornar ràpidament. | » |

McCarthy també s'havia tornat addicte a la morfina. Harry J. Anslinger, cap de l'Oficina Federal de Narcòtics, es va adonar de l'addicció de McCarthy als anys 50 i li va exigir que deixés de consumir la droga. McCarthy es va negar. A les memòries d'Anslinger, The Murderers, McCarthy es cita anònimament dient:
| « | Jo no intentaria fer-hi res, comissari... Serà el pitjor per a vostè... i si acaba en un escàndol públic i això hauria de fer mal a aquest país, no m'importaria […] l'elecció és seva. | » |

Anslinger va decidir donar accés a McCarthy a la morfina en secret des d'una farmàcia de Washington, DC. La morfina va ser pagada per l'Oficina Federal de Narcóticos, fins a la mort de McCarthy. Anslinger mai va nomenar públicament McCarthy, i va amenaçar, amb presó, un periodista que havia descobert la història. Tanmateix, la identitat de McCarthy era coneguda pels agents d'Anslinger, i la periodista Maxine Cheshire va confirmar la seva identitat amb Will Oursler, coautor de The Murderers, el 1978.

## Mort

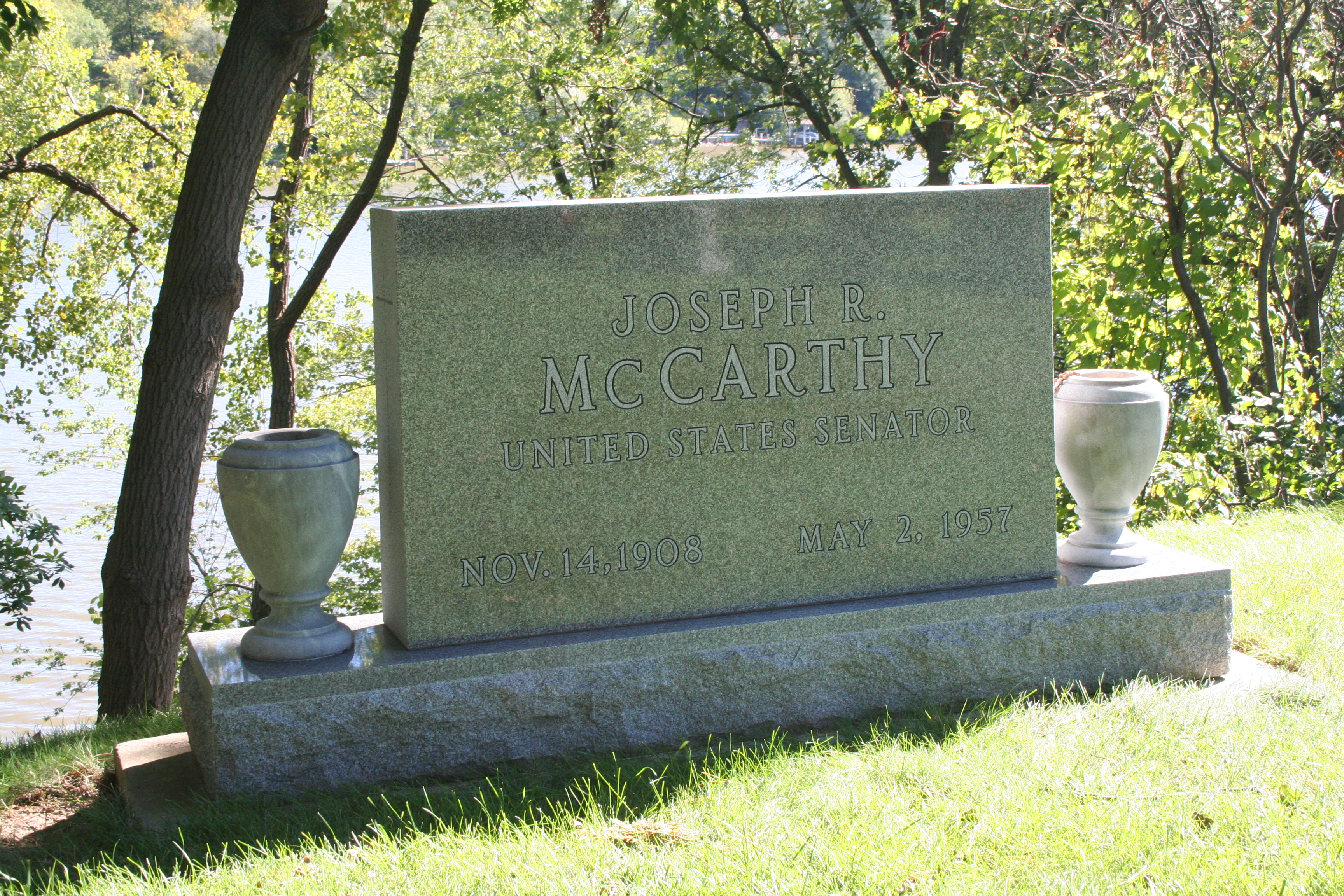
Làpida de Joseph McCarthy amb el riu Fox al fons

McCarthy va morir a l'Hospital Naval de Bethesda el 2 de maig de 1957, a l'edat de 48 anys. El seu certificat de defunció enumerava la causa de la mort com "Hepatitis aguda, causa desconeguda"; abans els metges no havien informat que estigués en estat crític. A la premsa es va insinuar que va morir d'alcoholisme (cirrosi hepàtica), una estimació que ara és acceptada pels biògrafs moderns. Thomas C. Reeves argumenta que va morir efectivament per suïcidi. Se li va donar un funeral d'estat al qual van assistir 70 senadors, i es va celebrar una Solemne Missa Pontifícia de Rèquiem davant més de 100 sacerdots i 2.000 més a la Catedral de Sant Mateu de Washington. Milers de persones van veure el seu cos a Washington. Va ser enterrat al cementiri de la parròquia de St. Mary, Appleton, Wisconsin, on més de 17.000 persones es van presentar a l'església de Santa Maria per presentar-li el seu darrer homenatge. Tres senadors —George W. Malone, William E. Jenner i Herman Welker— havien volat de Washington a Appleton en l'avió que portava l'arqueta de McCarthy. Robert F. Kennedy va assistir al funeral a Wisconsin. A McCarthy li van sobreviure la seva dona, Jean, i la seva filla, Tierney.
L'estiu de 1957 es van celebrar eleccions especials per ocupar l'escó de McCarthy. A les primàries, els votants d'ambdós partits es van allunyar del llegat de McCarthy. Les primàries republicanes van ser guanyades pel governador Walter J. Kohler Jr., que va demanar una ruptura clara amb l'enfocament de McCarthy; va derrotar a l'antic representant Glenn Robert Davis, que va acusar que el president Eisenhower era suau amb el comunisme.
Kohler va ser derrotat a les eleccions generals especials pel demòcrata William Proxmire. Després d'assumir el seu escó, Proxmire no va pagar l'homenatge habitual al seu predecessor i va declarar que McCarthy era una "vergonya per a Wisconsin, el Senat i Amèrica". A data de 2024, McCarthy és l'últim republicà que ha ocupat, o ha guanyat les eleccions, l'escó del Senat de classe 1 de Wisconsin.

## Llegat
William Bennett, antic secretari d'Educació de l'Administració Reagan, va resumir la seva perspectiva al seu llibre de 2007 America: The Last Best Hope:
| « | La causa de l'anticomunisme, que va unir milions d'americans i que va obtenir el suport de demòcrates, republicans i independents, va ser minada pel senador Joe McCarthy... McCarthy va abordar un problema real: els elements deslleials dins el govern dels Estats Units. Però la seva aproximació a aquest problema real va ser causar un dolor incalculable al país que deia estimar... El pitjor de tot, McCarthy va embrutar la causa honorable de l'anticomunisme. Va desacreditar els esforços legítims per contrarestar la subversió soviètica de les institucions nord-americanes. | » |

### Comitè d'Activitats Antiamericanes de la Cambra
Les audiències de McCarthy sovint es combinen incorrectament amb les audiències del Comitè d'Activitats Antiamericanes de la Cambra (HUAC). HUAC és més conegut per les seves investigacions sobre Alger Hiss i la indústria cinematogràfica de Hollywood, que van portar a la llista negra centenars d'actors, escriptors i directors. HUAC era un comitè de la Cambra, i com a tal no tenia cap connexió formal amb McCarthy, que servia al Senat, tot i que l'existència del Comitè d'Activitats Antiamericanes de la Cambra va prosperar en part com a resultat de les activitats de McCarthy. HUAC va estar actiu durant 37 anys (1938-1975).

### A la cultura popular
Des de l'inici de la seva notorietat, McCarthy va ser el tema favorit dels dibuixants polítics. Tradicionalment es representava amb una llum negativa, normalment relacionada amb el macarthismw i les seves acusacions. La caricatura d'Herblock que va encunyar el terme macarthisme va aparèixer menys de dos mesos després de l'ara famós discurs del senador el febrer de 1950 a Wheeling, Virgínia Occidental.
El 1951, Ray Bradbury va publicar "El bomber", una al·legoria sobre la supressió d'idees. Això va servir de base per a Fahrenheit 451 publicat el 1953. Bradbury va dir que va escriure Fahrenheit 451 a causa de les seves preocupacions en aquell moment (durant l'era McCarthy) sobre l'amenaça de cremar llibres als Estats Units. Bob Hope va ser un dels primers còmics a fer bromes sobre McCarthy. Durant el seu programa de Nadal de 1952, Hope va fer una broma sobre la carta del Pare Noel per fer saber a Joe McCarthy que portaria el seu vestit vermell malgrat l'ensurt roig. Hope va continuar oferint acudits a McCarthy, ja que van ser ben rebuts per la majoria de la gent, tot i que va rebre alguns missatges d'odi.
L'any 1953, la popular tira còmica diària Pogo va presentar el personatge Simple J. Malarkey, un gat salvatge combatiu i connivent amb una semblança física inconfusible amb McCarthy. Després que un preocupat editor del diari de Rhode Island protestés davant el sindicat que va proporcionar la tira, el creador Walt Kelly va començar a representar el personatge de Malarkey amb una bossa al cap, ocultant els seus trets. L'explicació va ser que Malarkey s'amagava d'una gallina vermella de Rhode Island, una clara referència a la polèmica sobre el personatge de Malarkey. El 1953, el dramaturg Arthur Miller va publicar The Crucible, suggerint que els judicis de bruixes de Salem eren anàlegs al macarthisme.
A mesura que la seva fama creixia, McCarthy es va convertir cada cop més en l'objectiu del ridícul i la paròdia. Va ser suplantat per impressionistes de discoteques i ràdio i va ser satiritzat a la revista Mad, a The Red Skelton Show i en altres llocs. L'any 1954 es van publicar diverses cançons de comèdia que saquejaven el senador, incloses "Point of Order" de Stan Freberg i Daws Butler, "Senator McCarthy Blues" de Hal Block i "Joe McCarthy's Band" del cantant de folk unionista Joe Glazer, cantada a la melodia de "McNamara's Band". També el 1954, l'equip de comèdia de ràdio Bob i Ray van parodiar McCarthy amb el personatge "Commissioner Carstairs" a la seva parodia de telenovel·la "Mary Backstayge, Noble Wife". Aquell mateix any, la cadena de ràdio Canadian Broadcasting Corporation va emetre una sàtira, The Investigator, el personatge principal de la qual era una clara imitació de McCarthy. Una gravació de l'espectacle es va fer popular als Estats Units i, segons es diu, va ser interpretada pel president Eisenhower a les reunions del gabinet. El relat curt de 1953 Mr. Costello, Hero de Theodore Sturgeon va ser descrit pel destacat periodista i autor Paul Williams com "la gran història de tots els temps sobre el senador Joseph McCarthy, qui era i com va fer el que va fer".

#### Reacció post-censura
Mr. Costello, Hero va ser adaptat l'any 1958 per X Minus One a una sèrie de ràdio i emesa el 3 de juliol de 1956. Tot i que l'adaptació a la ràdio conserva gran part de la història, reconstrueix completament el narrador i, de fet, li dona una línia. parlat en l'original pel mateix senyor Costello, canviant així considerablement el to de la història. En una entrevista de 1977, Sturgeon va comentar que eren les seves preocupacions sobre les audiències de McCarthy en curs les que el van impulsar a escriure la història.
Un retrat de ficció més seriós de McCarthy va tenir un pa%ral a la novel·la de 1959 The Manchurian Candidate de Richard Condon. El personatge del senador John Iselin, un anticomunista demagògic, està molt inspirat en McCarthy, fins i tot amb el nombre variable de comunistes que afirma que són empleats pel govern federal. Segueix sent un personatge important a la versió cinematogràfica de 1962.
La novel·la de 1962 Advise and Consent d'Allen Drury presenta un demagog excessivament entusiasmat, el senador Fred Van Ackerman, basat en McCarthy. Tot i que el senador fictici és un ultra liberal que proposa la rendició a la Unió Soviètica, el seu retrat s'assembla molt a la percepció popular del caràcter i els mètodes de McCarthy.
McCarthy va ser interpretat per Peter Boyle a la pel·lícula de televisió guanyadora d'un Emmy el 1977 Tail Gunner Joe, una dramatització de la vida de McCarthy. Va ser interpretat per Joe Don Baker a la pel·lícula de HBO de 1992 Citizen Cohn. Imatges d'arxiu del mateix McCarthy es van utilitzar a la pel·lícula de 2005 Good Night, and Good Luck sobre Edward R. Murrow i l'episodi See It Now que va desafiar McCarthy. Al docu-drama alemany-francès The Real American – Joe McCarthy (2012), dirigit per Lutz Hachmeister, McCarthy és interpretat per l'actor i còmic britànic John Sessions. A la pel·lícula de 2020 de Lee Daniels, The United States vs. Billie Holiday, McCarthy és interpretat per l'actor Randy Davison.
La cançó de R.E.M. "Exhuming McCarthy", del seu àlbum de 1987 Document, tracta en gran part de McCarthy i conté clips de so de les audiències entre l'exèrcit i McCarthy.
"Joe" McCarthy també s'esmenta a la cançó de Billy Joel de 1989 " We Didn't Start the Fire ".
El macartisme és un dels temes de la novel·la The Lacuna de Barbara Kingsolver.
McCarthy és un personatge secundari del drama televisiu de Showtime "Fellow Travelers."

### Reconsideració
McCarthy continua sent una figura controvertida. Arthur Herman, historiador popular i membre sènior de l'Institut Hudson, diu que les noves proves —en forma de missatges soviètics desxifrats de Venona, dades d'espionatge soviètic ara obertes a Occident i transcripcions recentment publicades de les audiències tancades davant el subcomitè de McCarthy— han estat parcialment va reivindicar McCarthy mostrant que algunes de les seves identificacions dels comunistes eren correctes i que l'escala de les activitats d'espionatge soviètic als Estats Units durant les dècades de 1940 i 1950 era més gran del que molts estudiosos havien sospitat.
A Blacklisted by History: The Untold Story of Senator Joe McCarthy and His Fight Against America's Enemies, el periodista M. Stanton Evans va argumentar de la mateixa manera que les proves dels documents de Venona mostren una important penetració dels agents soviètics.
L'historiador John Earl Haynes, que va estudiar àmpliament els desxifrats de Venona, va desafiar els esforços d'Herman per rehabilitar McCarthy, argumentant que els intents de McCarthy de "fer de l'anticomunisme una arma partidista" en realitat "amenaçaven el consens anticomunista [de la postguerra]", per la qual cosa finalment, perjudicà els esforços anticomunistes més que ajudar-los. Haynes va concloure que, de les 159 persones identificades a les llistes utilitzades o referides per McCarthy, l'evidència només demostrava substancialment que nou d'elles havien ajudat els esforços d'espionatge soviètics, mentre que en realitat es coneixien diversos centenars d'espies soviètics basats en Venona i altres proves, la majoria mai van ser nomenats per McCarthy. La pròpia opinió de Haynes era que alguns dels acusats a les llistes de McCarthy anteriors, potser la majoria, probablement representaven algun tipus de risc per a la seguretat, però una minoria significativa d'altres probablement no ho feien, i alguns, indiscutiblement, no tenien cap risc.